# Counter-Strike: Global Offensive
Counter-Strike: Global Offensive (kurz CS:GO) war ein kostenfrei spielbarer Online-Taktik-Shooter von Valve und Hidden Path Entertainment. Der vierte Teil der Counter-Strike-Reihe erschien im August 2012 für Windows, macOS, Xbox 360 und PlayStation 3, wobei die Veröffentlichung für PlayStation 3 in Europa ausblieb. 2014 folgte eine Umsetzung für Linux. Es erschienen regelmäßig Aktualisierungen mit neuen Inhalten. Mit Erscheinen des Nachfolgers Counter-Strike 2 am 27. September 2023 wurde der Betrieb von Global Offensive eingestellt.
Im Spiel traten bis zu 20 Kontrahenten aufgeteilt in Terroristen und Anti-Terror-Einheit in neun verschiedenen Spielmodi mit jeweils unterschiedlichen Zielvorgaben gegeneinander an. Die gängigsten beiden Varianten ließen die Terroristen einen Sprengsatz zur Detonation bringen oder die Anti-Terror-Einheit eine Gruppe Geiseln befreien, während die Gegenseite dies jeweils zu verhindern versuchte.
Global Offensive wurde von Kritikern positiv aufgenommen und war, wie bereits seine Vorgänger, eine beliebte Disziplin im E-Sport.

## Spielprinzip
Wie in Counter-Strike-Spielen üblich, wird ein Gefecht auf einem begrenzten Spielfeld (Map) zwischen zwei Gruppen, Terroristen (Terrorists, kurz: T) und einer Antiterroreinheit (Counter-Terrorists, kurz: CT), mit Waffen und taktischen Ausrüstungen (zum Beispiel Schutzwesten) ausgetragen. Die Art des Gefechtes variiert je nach Spielmodus. Der Spieler hat die Möglichkeit online auf offiziellen Servern oder auf von der Steam-Community erstellten Servern zu spielen. Zudem kann der Spieler auch selbst einen Server hosten, auf welchem er alleine, privat mit anderen Spielern und/oder mit Bots spielen kann.

### Spielmodi
Auf dem offiziellen Spielserver kann der Spieler einen von acht Spielmodi (Deathmatch, Wingman, Fliegender Scoutschütze, Wettrüsten, Zerstörung, Gelegenheitsspiel, Gefahrenzone und Wettkampf) wählen. Danach wird ihm ein passender Server mit den vorgegebenen Einstellungen zugewiesen. Im Privatbereich und auf den Community-Servern können die Spielmodi von diesen Genannten abweichen. Abgesehen von offiziellen Wettkämpfen können die Spieler einem Server jederzeit beitreten oder verlassen und am Ende eines Spiels die nächste Map bestimmen.

#### Klassisch
Der klassische Modus wird in einem von zwei Szenarien gespielt und ist in eine vorher festgelegte Anzahl an Runden unterteilt. Eine Seite muss die Mehrzahl der Runden für sich entscheiden, um als Sieger des Spiels hervorzugehen. Die Spieler beginnen das Spiel in der Startzone ihres Teams. Innerhalb der Zone können Spieler nach Rundenstart für begrenzte Zeit Schusswaffen, Handgranaten und Ausrüstung kaufen. Je nach gespieltem Szenario der Karte hat ein Team sein Ziel innerhalb einer festgelegten Zeit zu erfüllen, die jeweils andere versucht dies zu verhindern. Werden alle Mitglieder eines Teams vor Ablauf der Zeit ausgeschaltet, geht der Rundensieg an das überlebende Team. Auf Karten, die keines der beiden Szenarien implementieren, ist das einzige Spielziel im klassischen Modus das Eliminieren aller Gegenspieler. Bei Ablauf der Zeit endet die Runde unentschieden.
Im Szenario Bombenentschärfung hat die Seite der Terroristen die Aufgabe, C4-Sprengstoff an einem von zwei vorgegebenen Zielorten zu platzieren. Das Scharfmachen dauert etwa drei Sekunden, danach zählt ein Countdown die Zeit bis zur Detonation herunter. Die Spieler der Antiterroreinheit müssen die Detonation durch das Entschärfen der Bombe verhindern. Die Entschärfung beansprucht ohne spezielles Werkzeug zehn Sekunden. Im zweiten Szenario der Geiselbefreiung müssen die Antiterror-Spieler mindestens eine von mehreren auf der Karte platzierten Geiseln in Sicherheit bringen und die Terroristen versuchen dies zu verhindern. Erreicht ein Spieler der Antiterroreinheit eine Geisel, kann er diese mitnehmen und zur ausgewiesenen Rettungszone der Karte tragen, die sich in der Regel innerhalb seiner eigenen Startzone befindet. Der Rettungsvorgang dauert ohne spezielle Ausrüstung vier Sekunden. Geiseln können nicht sterben. Verletzt ein Spieler eine Geisel, wird er mit Geldabzug bestraft.

##### Wettkampf
Der Wettkampf ist der wichtigste Modus des Spiels. Professionelle Counter-Strike-Matches werden fast ausschließlich in diesem Modus ausgetragen. Jede Seite besteht aus fünf Spielern, welche ein Team bilden müssen und damit für den Rest des Wettkampfs zusammenbleiben. Verlässt ein Spieler den Wettkampf, erhält er eine Zeitstrafe für den wettkampfmodus und das zugehörige Team muss mit einem Spieler weniger zu Ende spielen. Bei professionellen Wettkämpfen wird das Spiel in solchen Fällen pausiert oder gar abgebrochen. Das Siegerteam wird im System „Best-of-30“ oder auch „Best-of-16“ ermittelt. Vor dem Start gibt es die bis zu 5 Minuten lange Aufwärmphase, in welcher die Spieler beitreten sollen und sich bereits einspielen können.
Auf E-Sport-Veranstaltungen, die nicht Online ausgetragen werden, ist es üblich sich in der Aufwärmphase in einem Huddle taktisch und mental auf das Spiel einzustimmen. Ein Spiel beginnt auf diesen Turnieren, wenn alle Akteure spielbereit sind. Da viele Maps auf einer Seite leichter zu spielen sind als auf der anderen, werden die Seiten nach der Hälfte der Runden (nach 15 Runden) getauscht. Die Seitenwahl wird im Profibereich oft mit einer Messerrunde bestimmt. Dabei dürfen die Spieler nur mit dem Messer Schaden zufügen. Der Gewinner darf seine Seite für die erste Hälfte wählen. In normalen Wettkämpfen wird die Seitenwahl zufällig bestimmt. Hat eine Mannschaft 16 Punkte erreicht, sodass die andere Mannschaft nicht mehr aufholen kann, endet der Wettkampf (vorzeitig). Ist nach der 30. Runde kein Sieger ermittelt, endet das Match remis. Bei professionellen Wettkämpfen, in welchen ein Sieger notwendig ist, wird um eine bestimmte gerade Rundenanzahl verlängert. Hierbei wird wiederum zur Halbzeit gewechselt. Steht nach einer Verlängerung kein Sieger fest, gibt es eine weitere Verlängerung. Im E-Sports-Bereich sind zudem mehrere Wettkämpfe, die meist hintereinander im „Best-of-3“- oder „Best-of-5“-Modus ausgetragen werden, üblich. Viele Veranstalter von professionellen Turnieren erlauben den teilnehmenden Teams, eine bestimmte Anzahl von Timeouts zwischen den einzelnen Runden zu nehmen.
Valve möchte, dass der Wettkampf auch von Amateuren ernst genommen wird. Darum fordert man die Spieler auf, am kompletten Spiel teilzunehmen. Fällt ein Spieler aus einem Wettkampf aus, hat er einige Minuten Zeit, um sich wieder mit dem Wettkampfserver zu verbinden. Gelingt ihm das nicht oder bricht er freiwillig ab, bekommt er eine Wettkampfsperre. Während dieser bis zu 7 Tagen andauernden Sperre darf der Spieler nicht an offiziellen Wettkämpfen teilnehmen. Die Maps, auf welcher ein Spieler spielen möchte, kann dieser vorher bestimmen. Zur Auswahl stehen für offizielle Wettkämpfe die Standardmaps und die Community-Maps der jeweiligen aktuellen Operation. Anschließend wird man nach einer Suchzeit zusammen mit den anderen neun Spielern einem Server zugeteilt, dessen Einstellungen mit den Angegebenen übereinstimmen. Die Server versuchen mit Hilfe der sogenannten Skillgruppen, in welche der Spieler nach zehn Wettkampfsiegen eingeteilt wird, die Gesamtstärke beider Teams ausgeglichen zu halten. Im November 2017 wurde ein neues System vorgestellt, mit dem die Server die Spieler gemeinsam zu einem Spiel einteilen, den sogenannten Trust-Factor. Dabei analysieren die Server nicht nur das Spiel betreffende Eigenschaften wie Spielstunden, Wettkampfsiege und Ränge, sondern auch das Verhalten auf Steam allgemein. Damit soll die Zahl der Cheater und Smurfs weiter reduziert werden. Auf der Game Developers Conference 2018 bestätigte Valve, dass man ein Deep-Learning-System mit 1700 Server-Prozessoren namens „VACnet“ einsetzt, um Cheating zu bekämpfen. Trainiert wurde das System mit Einsendungen der Spieler, die durch das Overwatch-System einem Review unterzogen werden.
Im Wettkampfmodus ist Teambeschuss (das mögliche Verwunden oder gar Töten von eigenen Teammitgliedern) und Teamkollision (eigene Teammitglieder wirken wie Hindernisse und müssen umlaufen werden) aktiviert. Letzteres kann ausgenutzt werden, um Räuberleitern zu bilden (boosten).
Der Premier-Wettkampf ist eine besondere Form des Wettkampfs: Statt eine Karte im Vorhinein zu bestimmen, bannen die Spieler in einem Veto Karten, bis eine übrig bleibt, auf der dann gespielt wird. Verfügbar sind nur die sieben Karten der Active Duty, d. h. die Karten, die auf den offiziellen CS:GO-Turnieren gespielt werden. Bis auf diesen Veto-Prozess ist der Premier-Wettkampf identisch zu dem normalen Wettkampf.

##### Gelegenheitspiel
Diese Form des klassischen Modus hat keine Bindung für den Spieler und ist für die Wettkampfvorbereitung geeignet. Dort ist eine maximale Spieleranzahl von 10 Akteuren pro Seite zugelassen. Sind die Teams quantitativ ungleichmäßig verteilt, werden die Teams ausgeglichen. Zudem haben die Spieler die Möglichkeit, das Team zu wechseln. Gewonnen hat die Seite, welche als erste acht Runden gewonnen hat. Teambeschuss und Teamkollision sind abgeschaltet.

#### Deathmatch
Der mit dem Vorgänger Source eingeführte Spielmodus Deathmatch hebt das rundenbasierte System auf, sodass es nunmehr darauf ankommt, in zehn Minuten möglichst viele Punkte zu erspielen. Für Global Offensive ist dieser seit dem 23. Januar 2013 verfügbar. Für die Eliminierung eines Gegners mit einer Schusswaffe erhält man 10–12 Punkte. Die für das Spiel gewünschte Waffe kann vom Spieler auf Wunsch festgelegt oder zufällig vom Server bestimmt werden. Das Erstechen eines Kontrahenten bringt 20 Punkte ein. Die Beihilfe (Assist) zur Neutralisierung verschafft dem Spieler sechs Punkte. Zudem kann man für die Tötung frei auf der Map herumlaufender Hühner einen Punkt je Huhn erlangen. Wird der Charakter getötet, kommt es zur Wiederbelebung. Der Spawnplatz wird zufällig ausgewählt. Mehrmals innerhalb eines Deathmatchs gibt es eine dreißigsekündiges Zeitfenster, in welchem alle Spieler für Eliminierungen mit einer in dieser Zeit angezeigten Waffe (Bonuswaffe) sechs Zusatzpunkte erhalten. In dieser Frist kann jeder Spieler sich einmal mit der Bonuswaffe respawnen lassen. Der Spieler mit den meisten Punkten nach den abgelaufenen zehn Minuten gewinnt.

#### Wettrüsten
Beim Wettrüsten wird der Spieler mit einer vorgegebenen Waffe ausgerüstet und erhält nach zwei verursachten Toden eines Gegenspielers eine andere. Dabei werden dem Spieler in vorher festgelegter Reihenfolge zuerst zwei Scharfschützengewehre zugewiesen, gefolgt von vier Gewehren, einem schweren Maschinengewehr, zwei Maschinenpistolen, vier Pistolen und zwei Schrotflinten. Während die Waffentypen festgelegt sind, ist die tatsächliche Waffe zufällig ausgewählt. Bis auf die CZ75-Auto ist jede Waffe möglich. Nach 15 solcher Stufen muss er einen der Gegner mit einem goldenen Messer töten, um das Spiel zu gewinnen. Ersatzweise können die Gegner auch vorher schon mit dem Messer getötet werden. In einem solchen Fall wird der getötete Gegenspieler eine Runde rückversetzt, man selbst rückt außerdem auf die nächste Waffe vor. Die führenden Spieler beider Seiten werden für die Gegner sichtbar gemacht, wenn sie Schüsse abgeben. Wird der führende Gegner vom Spieler getötet, rückt der Spieler ebenfalls sofort auf die nächste Waffe vor. Dieser Modus wird ohne Sekundärwaffe gespielt. Bereits seit Counter-Strike 1.6 gibt es diesen Modus inoffiziell, welcher serverseitig mittels Mod realisiert wird und dort Gun Game heißt.

#### Zerstörung
Das Szenario der Zerstörung ist ähnlich der eines Bombenszenarios aufgebaut. Allerdings ist hier die Möglichkeit des Waffenkaufs nicht möglich, da die Waffen nach einer festgelegten Reihenfolge vorgegeben werden. Eine Sekundärwaffe gibt es nicht. Zudem gibt es in der Zerstörung nur einen Bombenplatz. Gespielt wird im Modus 5 gegen 5. Durch die Tötung von einem oder mehr Gegenspielern erhält man in der nächsten Runde eine neue Waffe. Dieser rundenbasierte Spielmodus endet regulär nach zehn Runden; wenn eine Mannschaft sechs Punkte hat, gewinnt sie, da die andere Seite nicht mehr aufholen kann. Steht nach zehn Runden kein Sieger fest, endet die Zerstörung unentschieden. Es gibt keinen Seitenwechsel.

#### Wingman
Der Spielmodus Wingman wurde mit dem Beginn der Operation Hydra eingeführt und wird nach dem Szenario Bombenentschärfung gespielt. In diesem dem Wettkampf ähnelnden Modus spielen Zweierteams um die Eroberung bzw. Verteidigung eines einzigen Bombenplatzes. Es werden bis zu 16 Runden gespielt. Erreicht ein Team den neunten Rundengewinn, endet das Spiel vorzeitig. Nach acht Runden erfolgt der Seitenwechsel. Steht nach den 16 Runden kein Sieger fest, endet das Match remis. Es gibt wie beim regulären Wettkampf die Möglichkeit zum Kauf von Waffen, Granaten und anderer Ausrüstung.

#### Fliegender Scout-Schütze
Der Modus Fliegender Scout-Schütze (englisch Flying Scoutsman) ist an den Mod Scoutzknivez angelehnt und wurde mit Beginn der Operation Hydra eingeführt. Der Spielmodus wird im Szenario Bombenentschärfung ausgetragen. Der Spieler hat ausschließlich das Messer und das Scharfschützengewehr SSG 08 (auch Scout genannt) zur Verfügung. Die Treffergenauigkeit wurde für den Spielmodus erhöht und die Gravitation stark abgeschwächt. Dies ermöglicht dem Spieler, wesentlich höher zu springen und während dieser Sprünge präzise Schüsse abzugeben. Es spielen höchstens 12 Spieler auf einem Server. Ein Spiel ist beendet, wenn ein Team acht Runden gewonnen hat.

#### Danger Zone
Im Dezember 2018 wurde der neue Spielmodus Danger Zone eingeführt. Bei diesem handelt es sich um einen Battle-Royale-Spielmodus, bei dem bis zu 18 Spieler mit bis zu einem Mitspieler gegeneinander antreten. Auf der gesamten Karte befinden sich je nach Inhalt verschiedene Kisten, Geldbündel oder Geldtaschen. Mit einem Tablet kann das gefundene Geld für Gegenstände ausgegeben werden, welche mit einer Drohne nach einer bestimmten Zeit zur derzeitigen Position geliefert werden. Wird man von einem Gegner getötet, so kann man neu in das Spiel einsteigen, sofern der Mitspieler noch lebt. Gewonnen hat das Team, welches als letztes überlebt.

#### Rückeroberung
Im Dezember 2020 wurde dieser Spielmodus, der davor bereits auf den Community-Servern Beliebtheit gewonnen hatte, auch auf die offiziellen Valve-Server geholt. Die Aufgabe der 3 Terroristen besteht darin, die gelegte Bombe gegen 4 Anti-Terroristen auf einem Bombenplatz der offiziellen CS:GO Karten zu verteidigen, wobei sich jeder Spieler vor Rundenanfang seine Ausrüstung aus einer vorgegebenen Auswahl aussucht. Das Spiel ist beendet, sobald eines der Teams 8 Runden für sich entscheiden kann. Zudem findet kein Seitenwechsel statt, im Gegensatz zu den typischen Wettkampf Modi.

### Waffen
Die Waffen in CS:GO werden in die Kategorien Pistolen, schwere Waffen, Maschinenpistolen und Gewehre eingeteilt. Neben den Schusswaffen hat der Spieler immer ein Messer in seiner Ausrüstung. Dieses kann für einen schnellen Hieb mit wenig Schaden, oder einen langsamen Hieb mit viel Schaden eingesetzt werden. Wird der Feind von hinten getroffen, wird der Schaden verdoppelt. Ein schwerer Hieb von hinten ist bei voller Gesundheit immer tödlich. Die Automatik der Waffen richtet sich nach der Spielmechanik. Neben Waffen ist es auch möglich, Granaten und Ausrüstung, wie Molotowcocktails, Handgranaten oder eine Kevlarweste zu kaufen.

### Gegenstände
Im Spiel selbst ist es möglich, bestimmte Gegenstände zu erhalten, entweder über Micro Transactions, durch Drops (nach einer Spielrunde an zufällig ausgewählte Spieler verschenkt bzw. mit dem Erreichen eines neuen Erfahrungslevel, siehe Ränge) oder als Missionsbelohnung.
Folgende Gegenstände existieren:
- Waffenskins: Umgefärbte Versionen der im Spiel anwendbaren Waffen; erhältlich aus Kisten oder Waffenkollektionen, die nach den Maps benannt sind; letztere sind nicht in regulären Kisten erhältlich
- Handschuhe: Umgefärbte Version der im Spiel getragenen Handschuhe; seltener Spezialgegenstand aus bestimmten Kisten
- Aufkleber: Nur über Kapseln erhältlich (in Sonderfällen auch direkt im Spiel kaufbar); diese lassen sich als Verzierung auf Waffen anbringen und abkratzen, um entweder abgenutzter zu erscheinen oder um gänzlich entfernt zu werden
- Kisten: Kisten mit Waffen; es gibt unterschiedliche Kisten mit jeweils eigenen Kollektionen
- Souvenirpakete: Eine besondere Erscheinung von Kisten, die bei großen Veranstaltungen (Major-Turniere) während eines Spieles an zufällige Zuschauer verteilt werden; diese benötigen keine Schlüssel und beinhalten Waffen mit besonderen Aufklebern, die sich auf das jeweilige Spiel beziehen, und stammen aus der Waffenkollektion der gespielten Map
- Kapseln: Enthalten Aufkleber, teils mit und ohne Schlüssel nutzbar
- Schlüssel: Schlüssel, mit denen man die genannten Kisten und Kapseln öffnen kann; nur käuflich im Spiel zu bekommen
- Pässe: Zugang zu bestimmten Operationen (Ereignisse); jeweils nur in der Zeit der Operation und ausschließlich käuflich zu erwerben
- Anstecknadeln: Erhältlich aus Anstecknadelkapseln; werden auf dem CS:GO-Profil angezeigt
- Musikkits: Nur durch Kauf im Menü erhältlich; diese verändern die Spielmusik
- Graffitis: Entweder aus Kisten oder als Drop zu bekommen; Graffitimuster können im Spiel auf Wände oder den Boden gesprüht werden (als Dekoration) und sind Verbrauchsgegenstände
- Agentenskins: Die standardmäßigen Agenten können durch gekaufte Agenten ersetzt werden; erhältlich als Operationsbelohnung
- Aufnäher: Aus Aufnäherpaketen erhältlich; lässt sich auf einen Agenten anbringen, um das Aussehen zu verändern

Jedes davon ist auf dem eigenen Communitymarkt von Steam handelbar. Um Geldwäsche zu stoppen, wurde jedoch der Handel mit Schlüsseln unterbunden.
Das dadurch eingenommene Geld dient verschiedenen Zwecken; z. B. für das Preisgeld in Wettkämpfen (z. B. ESL) oder für die Ersteller der Maps für die jeweiligen Operationen.

### Ränge
In Counter-Strike: Global Offensive gibt es insgesamt 18 Ränge, auch Skillgruppen genannt, von Silber I bis Die globale Elite. Diese Ränge werden dazu benutzt, um Spieler im offiziellen Competitive Matchmaking mit gleichwertigen Gegnern und Teamkameraden zusammenspielen zu lassen. Das Competitive Matchmaking-System sucht dabei automatisch nach Spielern mit passendem Rang. Ränge können nach Siegen oder Niederlagen im Competitive automatisch heraufgestuft oder heruntergesetzt werden, hierbei verwendet das Spiel eine modifizierte Version des Glicko-2-Systems.
Sobald ein Spieler zehn Wettkämpfe gewonnen hat, wird der Spieler in einen entsprechenden Rang eingestuft. Wenn man einen Monat lang an keinem Wettkampf teilnimmt, verliert man den Rang und erlangt diesen erst nach einem Sieg zurück. Jedoch steigt man für jeden Monat, in welchem man ohne Rang war, eine Gruppe herab; z. B. mit dem Rang Master Guardian Elite und einer Spielpause von drei Monaten würde man zur Gruppe Gold Nova Master zugewiesen werden.
Mit dem Operation Bloodhound-Update führte Valve in CS:GO ein Erfahrungssystem ein. Dabei bekommen Spieler für Kills, Rundengewinne oder Matchsiege Erfahrung, wobei die vergebene Erfahrung vom Spielmodus abhängig ist. Im Gegensatz zu den oben aufgeführten Skillgruppen kann der Erfahrungslevel nicht sinken. Ein Erfahrungslevel von Stufe 2 ist erforderlich, um am offiziellen Competitive Matchmaking teilnehmen zu können.
Im Spielmodus Wingman kann ebenfalls ein Rang erreicht werden, welcher unabhängig vom Wettkampf- und Danger-Zone-Rang ist. Seit dem 22. Juli 2019 gibt es für den Spielmodus Danger Zone ebenfalls Skillgruppen.

### Operations
Am 26. April 2013 startete Valve das erste Operation-Update, Operation Payback. Während einer Operation stehen auf offiziellen Spielservern erweiterte Inhalte zur Verfügung. Dabei handelt es sich um Spielkarten die von der Spielergemeinschaft erstellt wurden und neue Waffenskins, die in Operation-Weapon-Cases enthalten sind. Für die Dauer einer Operation können Spieler erweiterte Spielmodi auf Operationsspielkarten mit einem Operation-Pass hinzukaufen. Für Spieler, die den Operation-Pass nicht erworben haben, steht das Competitive Matchmaking auf den Operationsspielkarten ohne erweiterte Spielmodi zur Verfügung. Bei den erweiterten Spielmodi handelt es sich um Aufgaben wie das Eliminieren einer gewissen Gegneranzahl mit bestimmten Waffen, das Erreichen einer gewissen Punktzahl etc. In erweiterten Spielmodi können dadurch Errungenschaften freigeschaltet werden, deren Quantität entscheidend für den Erwerb einer Operationsmünze ist. Operationsmünzen werden in Bronze ausgegeben, nehmen beim Erreichen von Errungenschaften aber die Zustände Silber und Gold, bei manchen als weiteren sogar Diamant in aufsteigender Reihenfolge an. Wenn die Operation abgelaufen ist, stehen die Operationsspielkarten nicht mehr zur Verfügung, die Operationsmünzen bleiben den Spielern aber erhalten. Wenn ein Spieler einen Operation-Pass erwirbt, werden umfassende Statistiken für die Dauer der Operation auf allen Spielkarten aufgezeichnet.
- Payback (26. April 2013 – 19. September 2013)[18]
- Bravo (19. September 2013[18] – 5. Februar 2014[19])
- Phoenix (20. Februar 2014[20] – 11. Juni 2014[21])
- Breakout (1. Juli 2014[22] – 2. Oktober 2014[23])
- Vanguard (11. November 2014[24] – 31. März 2015[25])
- Bloodhound (26. Mai 2015[26] – 30. September 2015[26])
- Wildfire (17. Februar 2016[27] – 15. Juli 2016[28])
- Hydra (24. Mai 2017[29] – 13. November 2017[30])
- Shattered Web (19. November 2019 – 31. März 2020[31])
- Broken Fang (3. Dezember 2020 – 30. April 2021)[32][33]
- Riptide (22. September 2021[34] – 21. Februar 2022[35])[36]

## Entwicklung
Die Entwicklung von Global Offensive begann im März 2010 als Source-Portierung für die Xbox. Valve entschied sich später jedoch dazu, Global Offensive als ein eigenständiges Spiel zu entwickeln. Informationen über Global Offensive wurden erstmals am 12. August 2011 veröffentlicht. Die Beta-Phase wurde am 30. November 2011 für etwa 10.000 Spieler eröffnet, an die Valve auf diversen Veranstaltungen Zugänge verteilt hat. Ab dem 14. August konnten Vorbesteller an der letzten Beta-Phase teilnehmen, ehe das Spiel am 21. August 2012 offiziell startete.
Für die finale Version war zunächst die Möglichkeit geplant, in speziellen Spielmodi PC-, Mac- und PlayStation-Spieler mit- sowie gegeneinander spielen zu lassen. Die Entwicklung dieser Funktion wurde jedoch gestrichen, da man sich dafür entschied, auch nach der Veröffentlichung das Spiel häufig zu patchen, und deswegen die verschiedenen Versionen sich dadurch beeinträchtigen könnten.
Wie beim Vorgänger Counter-Strike: Source kommt auch bei Global Offensive die in den Jahren 1999 bis 2004 für Half-Life 2 entwickelte, für Global Offensive jedoch aktualisierte, Source-Engine zum Einsatz. Das Spiel ist, verglichen mit Source, deutlich detailreicher und realitätsnäher geworden.
Seit April 2013 können Spieler in regelmäßigen Abständen einen sogenannten „Operation“-Pass erwerben, der dem Spieler bis zum Ende der jeweiligen Operation Zugang zu Spielerweiterungen (Community-Maps, Missionen, Verdienstmünze, Zugang zu offiziellen Servern mit niedrigem Ping u. Ä.) gewährt. Infolge der Einführung von Waffenskins und Stickern beginnend am 14. August 2013 stiegen die Nutzerzahlen des Spiels an. Es wurde der Community möglich gemacht, Items mit anderen Spielern zu handeln oder diese auf dem Steammarket anzubieten. Mit csgolounge.com entstand im Herbst 2013 ein Forum, über welches die Spieler neben Handelsverträgen auch Wetten für professionelle CS:GO-Matches in Form von Itemeinsätzen abschließen können. Das eingenommene Geld aus den Kisten und Kapseln wird seither teilweise für die Finanzierung großer E-Sports-Events (Major-Turniere) genutzt. Bei diesen Turnieren wird es dem Spieler möglich gemacht, alle Spiele dieser Turniere live im Spiel anzuschauen. Dabei werden während dieser Spiele pro gespielter Runde sogenannte Souvenir Packages zufällig an einen bestimmten Prozentsatz an Zuschauern verteilt. Die Souvenir Packages enthalten seit der EMS One Katowice 2014 Kollektionswaffenskins mit einem Sondersticker des jeweiligen Turniers und die zwei Sticker der aufeinandertreffenden Teams des jeweiligen Spiels. Seit der ESL One Cologne 2014 entspricht die Kollektion der verteilten Packages der während des Drops gespielten Map. Durch dieses Verfahren werden bei den Major-Turnierspielen regelmäßige sechsstellige Zuschauerzahlen erreicht. Mit immer neuen Updates (Festtagsaktionen, neue Items, Operationen etc.) versucht Valve das Spiel abwechslungsreich zu gestalten und die Nutzerzahlen hoch zu halten.
Seit dem 14. September 2017 ist Counter-Strike: Global Offensive über den Perfect World Client auch in China erhältlich. Im Dezember 2018 wurde das Spiel auf ein Free-to-play-Modell umgestellt, was Kritik nach sich zog. Die Anzahl der durch Valve Anti-Cheat gebannten Spieler nahm zeitgleich mit der Umstellung auf kostenlosen Zugang drastisch zu.

## Technik
Im November 2019 betrieb Valve weltweit 22 Serverstandorte für das offizielle CS:GO-Matchmaking.

### Trust Factor System
In Counter-Strike: Global Offensive gibt es das Trust Factor System, welches eingeführt wurde, um Spieler mit einem ähnlichen Vertrauensniveau in einem Wettkampfspiel zusammen spielen zu lassen. Damit versucht man zu erreichen, dass Spieler, welche ein ähnlich positives Spielverhalten haben, im Wettkampfmodus spielen zu lassen. Außerdem wird damit versucht, das Problem mit Cheatern einzudämmen.
Spieler, welche in der Vergangenheit durchwegs nicht negativ aufgefallen sind, erreichen einen höheren Trust Factor als Spieler, welche negativ aufgefallen sind. Zusätzlich erhöht die Qualität des Steam Accounts den Trust Factor, und ob ein Spieler seine Handynummer hinzugefügt hat. Welche Kriterien genau für den Trust Factor genutzt werden, ist unklar, genauso wie der Spieler seinen eigenen Trust Factor nicht nachsehen kann. Allgemein veröffentlicht der Entwickler wenig über das System. Dies begründet er damit, dass Spieler nicht ihr Verhalten ändern sollen, um einen höheren Trust Factor zu erlangen.

### Spielsperren
In Counter-Strike: Global Offensive können Spieler temporär oder unbeschränkt vom Mehrspieler-Spiel auf offiziellen Servern ausgeschlossen werden. Der Ausschluss vom Spiel, ein sogenannter Ban dient dazu, das Spiel vor Missbrauch durch Cheater und Trolle zu schützen. Bans sind dabei im Regelfall nicht verhandelbar, werden also nicht vom Steam-Support aufgehoben. Wird ein Spieler wegen Cheatings gesperrt, so werden auch alle Errungenschaften, wie Siege im Competitive Matchmaking, Rank-ups und XP seiner Mitspieler der letzten Zeit zurückgesetzt. Meldet man einen Spieler im spielinternen Meldesystem, so erhält man eine Benachrichtigung, falls der Spieler gesperrt werden sollte.

#### Automatische Cooldowns
In CS:GO gibt es automatische Mechanismen, die einen Spieler mit einem Cooldown-Ban (zu Deutsch in etwa: sich abreagieren) belegen. Im Competitive-Spielmodus werden neue Spieler, die weniger als zehn Siege errungen haben, nach jedem zweiten Sieg für einen Tag vom Mehrspieler-Spiel ausgeschlossen, um die Skillgruppe zu kalibrieren (also eine Verzerrung der Einstufung durch einen besonders guten oder schlechten Tag des Spielers zu vermeiden). Dabei wird der automatische Cooldown nur verhangen, falls die zwei Siege innerhalb von 24 Stunden errungen wurden. Während diesem Cooldown kann kein Wettkampf- oder Wingman-Modus gespielt werden, wobei der Cooldown nur aus Siegen des Wettkampf-Modus hervor gehen kann. Weitere automatische Sperren gibt es im Competitive-Spiel für folgende Vergehen:
- Abbruch eines Spiels (Abandoning)
- Verursachung von mehr als 300 Schadenspunkten an Mitspielern (Schadenspunkte kurz nach Start der Runde zählen zweifach)
- Drei Teamtötungen
- Inaktivität im Spiel (AFK sein)
- Zu oft über den Rauswurf von Mitspielern abstimmen
- Selbst zu oft rausgeworfen werden
- Nach der 7. Selbsteliminierung

Ein Spieler, der einen dedizierten CS:GO-Server mit seinem Steam-Account betreibt, wird ebenfalls temporär vom Competitive-Matchmaking ausgeschlossen, wenn sein Server-Login-Token gebannt wird.
Die automatisch vergebene Sperrzeit verlängert sich nach jedem erneuten Vergehen und klingt nach einer gewissen Zeit wieder ab. Dabei sind die Abstufungen 30 Minuten, 120 Minuten, 24 Stunden und 7 Tage. Nach 7 Tagen Ban folgt unsichtbar die nächste Banstufe, die allerdings wieder mit 7 Tagen belegt ist. Wird ein Spieler nach dem ersten Aufgeben eines Spiels für 30 Minuten vom Spiel ausgeschlossen, so ist der Ban beim nächsten Aufgeben mit 120 Minuten belegt, beim übernächsten Aufgeben mit 24 Stunden. Zeigt ein Spieler für eine Woche kein oben aufgeführtes Verhalten, so sinkt die potenzielle Cooldown-Zeit wieder ab. Der Spieler würde also bei einem erneuten Vergehen wieder mit 30 Minuten Banzeit belegt werden.

#### Semiautomatische Bans
Um schwerwiegendere Vergehen zu ahnden, gibt es ein weiteres, semiautomatisches Bansystem. Dieses Overwatch genannte System setzt auf die freiwillige Mitarbeit erfahrener Spieler. Wird ein Spieler für Cheating oder Griefing gemeldet, so bekommt ein Spieler, der am Overwatch-System teilnimmt, eine Spielsequenz des vermeintlichen Spielstörers gezeigt. Der Overwatcher kann in der Sequenz beliebig verlangsamen oder beschleunigen, sowie jeden Moment in Einzelbildern anschauen. Am Ende muss der Overwatcher sich entscheiden, ob der vermeintliche Spielstörer eines oder mehrere der folgenden Vergehen verübt:
- Eine Zielhilfe benutzt (Aimbot)
- Eine Sichthilfe benutzt (Wallhack)
- Anderweitig schummelt (z. B. die Hitbox manipulieren)
- Das Spiel mutwillig stört (Teamkameraden töten oder die Bombe nicht entschärfen)

Der Overwatcher kann nicht sehen, wofür der vermeintliche Spielstörer gemeldet wurde, und auch nicht dessen Namen. Der Spielstörer wird schlicht The Suspect (Der Verdächtige) genannt. Entscheidet sich der Overwatcher, dass The Suspect tatsächlich das Spiel stört, so wird seine Entscheidung mit der anderer Overwatcher, die dieselbe Sequenz bewertet haben, automatisch abgeglichen. Das Overwatch-System entscheidet dann anhand der Overwatcher-Entscheidungen, ob The Suspect das Spiel stört oder nicht. Dabei werden die Entscheidungen besserer Overwatcher stärker berücksichtigt. Bei einer Störung wird zwischen Major Disruption (Schwere Störung) und Minor Disruption (Geringfügige Störung) unterschieden. Als Major Disruption wird dabei Cheating eingestuft, als Minor Disruption mutwillige Spielstörung durch Griefing. Major Disruptions werden dabei mit einem infiniten Ban geahndet, Minor Disruptions mit einem etwa 30–40 Tage dauernden Ban. Erfolgt eine zweite Account-Sperrung wegen Minor Disruption, ist sie nicht mehr temporär, sondern permanent. Für das Durchführen einer Overwatch-Sitzung mit richtiger Entscheidung erhält der Overwatcher Erfahrungspunkte.

#### VAC-Bans
Verwendet ein Spieler einen Cheat, der dem VAC-System bekannt ist, so wird dieser Spieler automatisch für immer vom offiziellen Mehrspieler-Spiel ausgeschlossen. Dabei ist der Ban spielübergreifend auf alle Spiele, die die Source-Engine verwenden. Dadurch wird auch das Handeln mit Items auf dem Steam-Markt für das Spiel unmöglich, die Items im Inventar des Spielers werden wertlos.

## Rezeption

### Spielerzahlen
Im Dezember 2015 spielten insgesamt 10,45 Millionen Spieler CS:GO. Im Januar 2020 vermeldete der Hersteller des Spiels einen neuen Spielerrekord. Im Dezember 2019 spielten durchschnittlich 450.000 Spieler gleichzeitig CS:GO. Damit war CS:GO in diesem Monat vor Dota 2 und PlayerUnknown’s Battlegrounds der meistgespielte Titel auf der Spieleplattform Steam.

### Kritik
Global Offensive erreichte einen Metascore von 83 Punkten.
Mit Einführung des Arms Deal-Update im August 2013 führte Valve diverse Wertgegenstände ein, welche regulär über den Markt innerhalb von Steam gehandelt werden. Neben anfallender Gebühren kann der Verkaufserlös nur innerhalb der Vertriebsplattform wiederverwendet werden. Nachdem die begehrtesten dieser Items den maximalen von Steam vorgegebenen Verkaufspreis von 400 US$ überschritten, eröffneten neue Webseiten von Drittanbietern und verlinkten über die Steam API das Inventar der Steamuser. Diese Webseiten ermöglichen auch die Übertragung von Verkaufserlösen auf andere Bezahlsysteme wie PayPal und umgehen gleichzeitig die Abgaben an Steam.
Die Möglichkeit mit diesen Items zu handeln und zu verkaufen machen diese für Wettspiele attraktiv. Auf von Valve unabhängig betriebenen Seiten ist es möglich an Sportwetten oder unabhängig von der eigentlichen Herkunftsquelle der Gegenstände bei lotterie- oder rouletteähnlichen Spielen teilzunehmen. Diese Seiten stehen in der Kritik, dass sie unreguliert seien und damit in vielen Ländern nicht gesetzeskonform sind. Dazu kommt das Fehlen von Altersbeschränkungen d. h. auch nicht volljährige können sich beteiligen. Jedoch haben Gesetzgeber den Bereich Online-Sportwetten noch nicht vollständig erschlossen, so dass diese abstrakte Form ihnen bisher entgangen ist. Durch die Verbindung zwischen virtuellen Gegenständen und physischem Geld ist auch Valve selbst in die Kritik geraten problematische Seiten zu dulden oder in vereinzelten Fällen sogar zu ihnen Kontakt zu pflegen. Als Begründung wird aufgeführt, dass Valve durch diese profitiere, indem der Handel mit Skins Counter-Strike: Global Offensive erst populär gemacht habe und bei jeder Markttransaktion einen Abschlag von 15 % (mindestens jedoch 2 Cent) an Valve selber geht.
Eine weitere Form von Webseiten, die Steams Schnittstelle für Glücksspiele nutzen, sind sogenannte „case opening“-Websites. Diese bieten mit dem Öffnen von Kisten mit Schlüsseln den gleichen Service zu einem geringeren Preis als das Hauptspiel an. Die Websites obliegen keinerlei Kontrolle, wodurch der Betreiber die Gewinnchance für begehrenswerte Gegenstände künstlich bis auf 0 absenken kann oder nur Gegenstände zum Gewinn freigeben kann, welche den Einsatzwert unterschreiten. Zusätzlich bieten bestimmte Seiten vor dem Kauf kostenlose Probeöffnungen mit abweichend höheren Gewinnchancen an. Es ist möglich, gewonnene Gegenstände für eine Summe einer internen Währung an die Seite zu verkaufen, um damit weitere Versuche zu bezahlen. Diese Summe ist höher als der Wert des Gegenstands auf dem steaminternen Markt jedoch bei vorhandener Manipulation weiterhin niedriger als ein weiterer Versuch. Dieses Angebot und manipulierte Anzeigen, die auflisten welche (wertvollen) Gegenstände kürzlich gewonnen wurden, sollen den Eindruck erwecken, dass der Seitenbetreiber wohlwollend gegenüber dem Nutzer sei. Diese Seiten wurden auch von Webvideoproduzenten und Streamern beworben, für die auch höhere Gewinnchancen eingestellt werden.
Eine französische Verbraucherschutzorganisation erreichte vor Gericht, dass Valve den Inhalt der Kisten vor dem Öffnen anzeigen muss. Valve implementierte daraufhin für Spieler aus Frankreich ein Röntgengerät, das jedoch erst nach Öffnen der Kiste erneut eingesetzt werden kann und einmalig gekauft werden muss. Zudem dürfen französische Spieler keine ungeöffneten Kisten mehr über den Steam-Marktplatz kaufen. Nach Druck der belgischen und niederländischen Glücksspielbehörden musste Valve die Lootboxen in den Ländern komplett aus dem Programm nehmen.

#### Sportwetten
2015 wurde ein Wettskandal um das professionelle US-Team iBUYPOWER publik. Diese verloren im Jahr 2014 bei der CEVO Professional Season 5 gegen NetcodeGuides.com mit 16:4, obwohl das Spiel für sie als leichter Sieg galt. Auffällig war dabei das „seltsame“ Verhalten der Spieler während des Spiels und dass bei der Niederlage gelacht wurde. Am nächsten Tag erschienen Auszüge aus einem Dialog, aus denen hervorgeht, dass das Spiel manipuliert sei, jedoch weigerte sich die beteiligte Person Kommentare darüber abzugeben. Die Diskussion über das Spiel versiegte. Ein halbes Jahr danach wurden SMS-Nachrichten veröffentlicht, in denen ein iBUYPOWER-Spieler die Planungen für eine Spielmanipulation und für einen Wettbetrug über eine namentlich erwähnte dritte Person beschrieb. Ein Admin der Wettseite csgolounge.com forschte bei jener dritten Person nach und entdeckte seine Verbindung zum Team und diverse Konten, die teilweise extra für diese eine Wette erstellt wurden. Der Gesamtgewinn beträgt mehr als $10.000 in Form von Skins. Als Konsequenz bannte Valve diverse Beteiligte am Wettskandal, inklusive der Spieler, von sämtlichen Major-Turniere, die von Valve gesponsert werden.
Die wie Valve in Washington ansässigen Quinault reichten Klage ein, da Valve weiterhin unlizenziertes Glücksspiel ermögliche.

#### Glücksspiel
Im Sommer 2016 stellte sich heraus, dass die Webvideoproduzenten Trevor „TmarTn“ Martin und Tom „Syndicate Project“ Cassell die Eigentümer der Seite CSGO Lotto sind, die sie für ihre Videos verwendet haben, ohne ihre tatsächliche Beziehung zur Webseite offenzulegen. Während sich Cassell nach der Aufdeckung öffentlich auf Twitter entschuldigte, bestand Martin darauf, dass sein Miteigentum an der Seite nie ein Geheimnis gewesen sei und er seine eigene Seite benutzt hat, um sie zu bewerben. Tom Phillips von Eurogamer meint jedoch, dass in den Videos die Webseite so dargestellt werde, als ob sie von ihnen nur entdeckt worden sei und man auf ihr Geld erwirtschaften könne. Dies soll die Zuschauer anregen, ebenfalls dort mitzumachen, so Phillips. Im September 2017 entstand ein Vergleich zwischen der amerikanischen Verbraucherschutzbehörde Federal Trade Commission und Martin/Cassell. Dieser besagt, dass beiden keine Strafe auferlegt wird, jedoch müssten sie von nun an jegliche Unterstützung bzw. Bewerbung offenlegen und bei jeder Nichteinhaltung eine Geldstrafe von bis zu $40.654 zahlen. Ebenfalls erzwang die FTC kein öffentliches Zugeben von Fehlverhalten. Die Behörde begründete ihre Entscheidung damit, dass es nicht ihr Ziel sei, eine „bestrafende oder drakonische Agentur“ zu sein, sondern Konsumenten über neue Märkte zu unterrichten.
In weiteren Fällen ist durch Geständnisse von Webvideoproduzenten erwiesen, dass die Resultate des Glücksspiels zu Gunsten ebenjener Produzenten manipuliert worden sind.
Als Valve mit einer Klage konfrontiert wurde, weil sie „bewusst zugelassen […] und unterstützend dabei geholfen haben, einen Markt zu ermöglichen, zu kreieren und Instand zu halten“, distanzierten sie sich öffentlich von diesen Webseiten und ermahnten, dass es nicht erlaubt sei, die zur Verfügung gestellte API für das Betreiben von Glücksspielen zu verwenden. Bei einem Verstoß werde Valve die Seite kontaktieren und weitere Schritte einleiten, sofern diese notwendig sein sollten.
Im Sommer 2023 fügte Valve seinem Verhaltenskodex einen Paragrafen hinzu, der Glückspiel ausdrücklich verbietet. Ebenso wurde eine Reihe von Händlern für Verbindungen zum Glückspiel gesperrt.

### Bedeutung/Geschichte im E-Sport

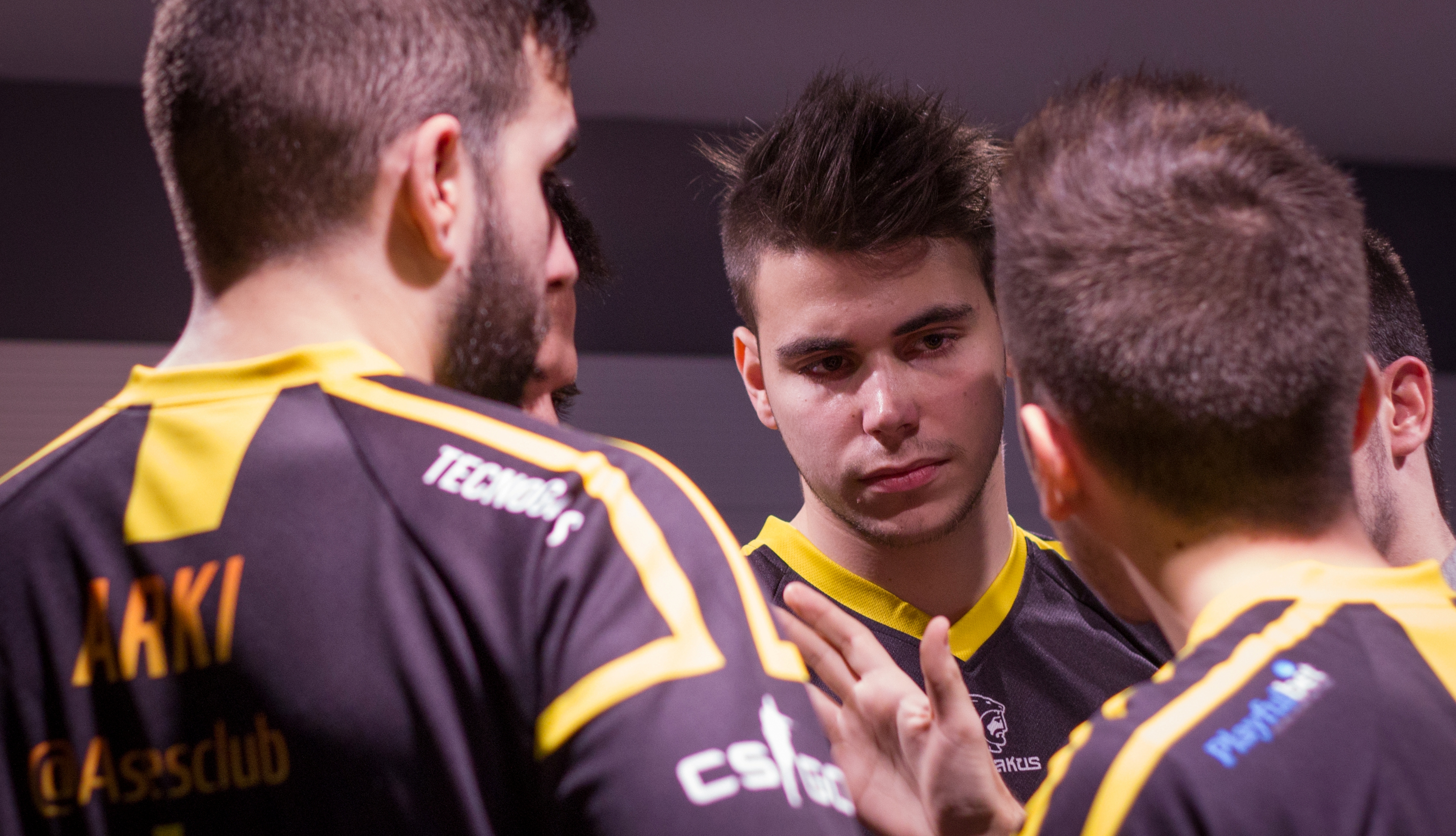
Ein CS:GO-Team bereitet sich in einem Huddle auf ein Spiel vor.

#### 2012
Nach einer Testveranstaltung auf den Copenhagen Games 2012 wurden in Folge der offiziellen Erstveröffentlichung im August 2012 die ersten Turniere in Counter Strike: Global Offensive ausgetragen. Im Gegensatz zu Counter-Strike: Source konnte Counter Strike: Global Offensive fast alle Veranstalter und einen Großteil der Clans und Spieler überzeugen. Die Veranstalter ersetzten die Vorgänger Counter-Strike 1.6 und Counter-Strike: Source durch das neue Spiel. Die bedeutendsten Clans beider Spiele folgten ihnen und stellten nach und nach auf Counter Strike: Global Offensive um. Im deutschsprachigen Raum wurde mit Beginn der ersten CS:GO-Turniere das Projekt 99Damage gegründet, dessen Mitarbeiter auf der Website csgo.99damage.de seitdem über die neusten Geschehnisse in CS:GO informieren und wichtige Spiele streamen. Die durch die beiden Vorgänger vormals gespaltene professionelle Counter-Strike-Szene wurde durch CS:GO „wiedervereinigt“, wodurch sich wiederum die Konkurrenz für die Teams vergrößerte. Erstmals war ein Aufeinandertreffen der großen Teams aus den Vorgängerspielen möglich. Mit den ersten Begegnungen zwischen den beiden Aushängeschildern der alten Spiele, den schwedischen Ninjas in Pyjamas aus 1.6 und dem französischen Team VeryGames aus Source, bei den ersten internationalen Turnieren in CS:GO entstanden neue Rivalitäten. Bei den Veranstaltungen DreamHack Valencia 2012, DreamHack Winter 2012 und AMD Sapphire CS:GO Invitational konnte NiP die Franzosen im Finale jeweils mit deutlichen 2:0 Siegen schlagen. National wurde auch auf den ESL Pro Series auf CS:GO umgestellt. Erster Deutscher Meister in CS:GO beim EPS Winter 12 wurde das Team Alternate.

#### 2013

Logo des Aushängeschildes des Jahres 2013; der Ninjas in Pyjamas

Das Jahr 2013 war bis zum Ende von vielen kleineren Veranstaltungen geprägt. Auffälligstes Team waren gerade im ersten Halbjahr weiterhin die Ninjas in Pyjamas. Die Schweden konnten in dieser Jahreshälfte fast alle Turniere mit einem Preispool im fünfstelligen Bereich gewinnen. Sowohl bei den Copenhagen Games als auch bei den 13. ESEA-Finals oder beim DreamHack Summer ging NiP als Sieger hervor. Größte Konkurrenten der Schweden waren weiterhin das französische Team VeryGames und das russische Lineup Virtus.pro rund um Mikhail „Dosia“ Stolyarov. Besonders Letztere konnten NiP bei der fünften SLTV Season oder beim RaidCall EMS One Summer 2013 schlagen, trennten sich aber im Juli 2013. Bei der EPS sicherte n!faculty sich die Frühjahrsseason.
Das zweite Halbjahr brachte einen Vorgeschmack auf das folgende Jahr 2014. Das Team fnatic sicherte mit ehemaligen Epsilon-eSports-Roster rund um Jesper „jw“ Wecksell am 6. August ein neues schwedisches Erfolgsteam. Im selben Monat brachte Valve die ersten Skins verbunden mit Waffenkisten und Schlüsseln auf den Markt. Bald darauf konnten mit diesen Skins auf der Seite csgolounge.com Wetten abgeschlossen werden. Dies führte neben höheren Nutzerzahlen des Spiels auch zu steigenden Interesse für den E-Sport-Bereich von CS:GO. NiP bekam zunehmend mehr Konkurrenz. Teams wie die Astana Dragons, LGB eSports, fnatic oder Clan Mystik mischten die Weltspitze auf. Das letztgenannte französische Lineup rund um Fabien „KIOSHIMA“ Fiey gewann beispielsweise den Electronic Sports World Cup.
Ende November 2013 wurde mit dem DreamHack Winter 2013 das erste CS:GO-Major-Turnier mit einem Preispool im sechsstelligen Bereich auf die Beine gestellt. Mit Hilfe der Einnahmen aus den Schlüsseln für die Waffenkisten sponserte Valve ein Preisgeld von 250.000 US-Dollar für das Turnier. Im schwedischen Finale zwischen fnatic und Ninjas in Pyjamas setzte sich der Außenseiter fnatic im Best-of-3 nach gewonnener erster Map de_dust2 mit 16:14 und verlorener zweiter Map de_inferno mit 6:16 auf der Entscheidungsmap de_train mit einem deutlichen 16:2 durch und räumte die Siegesprämie von 100.000 US-Dollar ab.
In Köln konnten die Playing Ducks beim EPS Summer 2013 und mousesports beim EPS Winter 2013 siegen. Das Jahr endete mit einem Clanwechsel. Aufgrund finanzieller Schwierigkeiten wurde Team VeryGames am 31. Dezember 2013 aufgelöst. Das Lineup wurde bald von der singapurischen Organisation Titan eSports aufgenommen.

#### 2014
Im Jahr 2014 stachen mit der EMS One Katowice 2014, der ESL One Cologne 2014 und dem DreamHack Winter 2014 drei Major-Turniere mit einem Gesamtpreisgeld von jeweils einer viertel Million US-Dollar aus der Masse der Turniere hervor. Während das erstgenannte Turnier zu Jahresbeginn vorbereitet wurde, wechselten die Astana Dragons-Spieler zu HellRaisers. Virtus.pro verpflichtete das polnische Lineup von AGAiN rund um Jarosław „pasha“ Jarząbkowski, wodurch die russische Organisation bald wieder die Weltspitze aufmischte und das Team im März vor heimischer Kulisse die EMS One Katowice 2014 gewann. Zuvor konnte das amerikanische Lineup iBUYPOWER rund um Tyler „Skadoodle“ Latham im Januar die 15. ESEA Finals gewinnen.
Auch die Auswirkungen der Wetten auf csgolounge.com wurden sichtbar. Die Zuschauerzahlen von auf der Seite eingetragenen Matches ragen unabhängig von der Bedeutung des jeweiligen Matches seitdem im Normalfall in den fünfstelligen Bereich und stechen von nicht eingetragenen Spielen deutlich heraus. Folglich bekommen die Veranstalter von in csgolounge.com eingetragenen Turnieren meist bessere Sponsorenangebote, wodurch inzwischen auch die Preisgelder von der Seite indirekt beeinflusst werden. Des Weiteren rückten durch die vielen Wetten auch illegale Handlungen in den Vordergrund. Bei Online-Turnieren kommt es seither immer wieder zu Distributed-Denial-of-Service-Angriffen auf die Rechner der Spieler, welche zu Verzögerungen, Abbrüchen oder gar Verzerrungen der Spiele führen können. Auch Wettbetrug war 2014 mehrmals ein Thema in der Szene. So hintergingen die Virtus.pro-Spieler csgolounge.com, indem sie auf ein schon ausgetragenes Match wetteten. In anderen Fällen kam es zu klassischen Wettbetrug, indem die Spieler vor dem Spiel gegen sich setzten, um das bevorstehende Spiel absichtlich zu verlieren. So setzten die Spieler des polnischen ALSEN-Teams gegen sich selber auf den klaren Außenseiter eliminacja, verloren das Match anschließend und gewannen Skins im vierstelligen Gesamtwertbereich. Das Team wurde daraufhin von der Organisation entlassen.

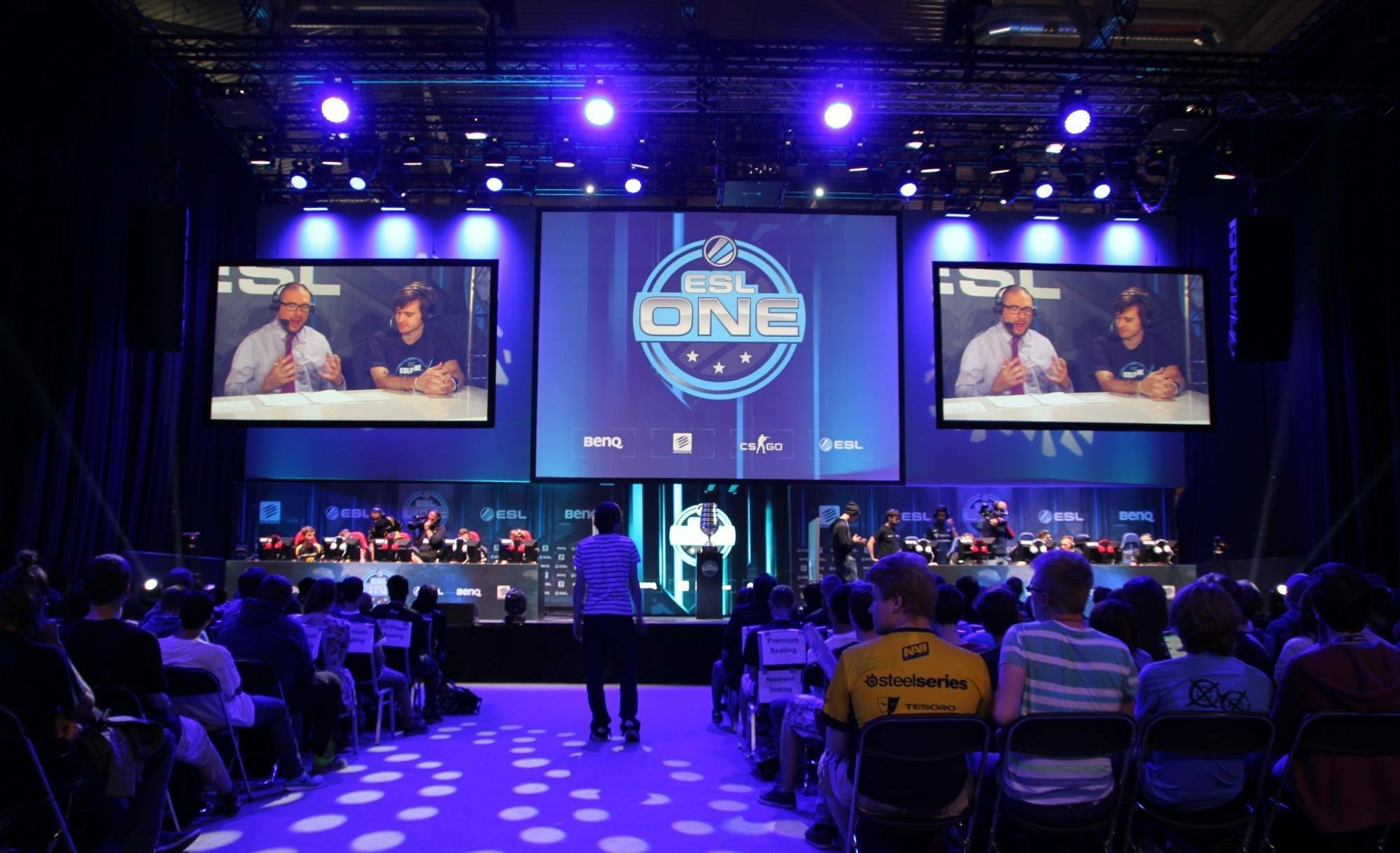
Die Bühne der ESL One Cologne 2014

Sportlich rückten im Frühjahr nach der EMS One Katowice 2014 erst die zweite Season der Fragbite Masters, welche Team Dignitas gewann, und wenig später die Copenhagen Games in den Blickpunkt. Das Turnier endete in CS:GO mit einem schwedischen Doppelerfolg. Während Bad Monkey Gaming das Damenturnier gewinnen konnte, verteidigten die Ninjas in Pyjamas bei den Herren ihren Titel. Die neunten Finals der SLTV Season im Mai konnte das ukrainische Lineup von Natus Vincere um Danylo „Zeus“ Teslenko nach zwei Maps im Finale gegen NiP für sich entscheiden. Bei den ebenfalls im Mai stattfindenden Finals der EPS Spring Season 14 landete das Team WildFire rund um Patrick „KRAEUTERHUMPEN“ Jakobi überraschend auf dem ersten Platz. Das Roster wurde bald darauf im Juni vom Traditionsclan mTw aufgenommen. Im sechsten Monat des Jahres konnte iBUYPOWER seinen ESEA-Titel bei den 16. Finals verteidigen; Ninjas in Pyjamas siegt auf dem DreamHack Summer. Während der Juli im Zeichen der Qualifikationen für die ESL One Cologne stand, sorgte der August mit dem im Rahmen der gamescom ausgetragenen Hauptturnier für einen neuen Zuschauerrekord in CS:GO von knapp 410.000 Internet-Zuschauern. Sieger des Turniers waren die Ninjas in Pyjamas, welche sich 2:1 im schwedischen Finale gegen fnatic durchsetzten. Weitere nennenswerte Events im August waren die Gfinity G3-Lan, welche für viele Pausen und schlechte Organisation Schlagzeilen machte und Virtus.pro als Sieger hervorbrachte, sowie die Finals der zehnten SLTV-Season, welche fnatic für sich entscheiden konnte. Im September wurde die Summer Season 14 der EPS ausgetragen. Hier setzte sich Planetkey Dynamics im Finale gegen mousesports mit 2:1 durch. Zudem konnte Titan eSports auf der DreamHack Stockholm einen ersten Platz verbuchen und profitierte bereits zu diesem Zeitpunkt von den Anfang September vonstattengegangenen Spielerwechseln zwischen den drei großen französischen Clans Team LDLC, Epsilon eSports und Titan eSports. Im Oktober sicherte sich Team LDLC den elften SLTV-Titel und fnatic gewann die FACEIT League #2.
Der November wurde in den Vorbereitungen auf den DreamHack Winter und nach der Präsentation von Mikail „Maikelele“ Bill bei Ninjas in Pyjamas von einem Cheaterskandal überschattet. Die Kunden des Cheat-Coders supex0 (Simon „smn“ Beck von Team Alternate, Hovik „KQLY“ Tovmassian von Titan eSports und Gordon „Sf“ Giry von Epsilon eSports) bekamen alle einen VAC-Ban und wurden unter anderem für zwei Jahre von sämtlichen ESL-Turnieren ausgeschlossen. Alle Spieler wurden von ihren jeweiligen Teams entlassen. Die Präventivmaßnahmen gegen Cheating wurden infolge des Skandals auch beim DreamHack Winter erhöht. Hier gewann das französische Team LDLC im Best-of-3-Finale gegen die Ninjas in Pyjamas nach einem 16:10-Erfolg auf de_dust2 und einer 4:16-Niederlage auf de_inferno auf der dritten Map de_overpass mit 19:16 nach Verlängerung. Allerdings kamen die Franzosen nur durch die Regelauslegung der DreamHack ins Finale, da diese einen Spielzug/Boost des Viertelfinalgegners fnatic für nicht regelkonform ansah und fnatic daraufhin zurückzog. Mit Penta Sports schaffte beim DreamHack Winter auch erstmals ein deutscher Clan den Einzug unter die besten acht in einem Major-Turnier. Des Weiteren ging Anfang November fnatic als Sieger des Electronic Sports World Cup und der dritten Season der Fragbite Masters hervor. Das Jahr wurde sportlich mit den 17. ESEA-Finals, welche fnatic gewinnen konnte, und dem EPS Winter 14 beendet. Hier konnte Planetkey Dynamics seinen Titel verteidigen. Das Wechselkarussell erfasste zum Ende des Jahres neben der amerikanischen Szene (u. a. bei Cloud9 und iBUYPOWER) auch die beiden deutschen Clans Penta Sports und Planetkey Dynamics. Die beiden vorherigen PkD-Spieler und deutschen Meister Hendrik „strux1“ Goetzendorff und Johannes „nex“ Maget ersetzten die vormaligen PENTA-Spieler Robin „r0bs3n“ Stephan und Felix „fel1x“ Zech. MTw entließ hingegen das Meisterteam der EPS Spring Season 14.

#### 2015
Das Jahr 2015 war von einer starken Expansion der Turniere und Preisgelder geprägt. Im Verlaufe des Jahres warben immer mehr Veranstalter mit sechsstelligen Preisgeldern auf ihren Wettbewerben. Die Vielzahl an Turnieren führte dazu, dass einige Veranstalter im Verlauf des Jahres gemeinsam Turniere organisierten und finanzierten. Der Konzern Modern Times Group kaufte bis Jahresende wichtige Turnierveranstalter in CS:GO auf. Darunter die Electronic Sports League, DreamHack und die E-Sports Entertainment Association. Jedoch blieben die von der Valve Corporation finanzierten Majors weiterhin die sportlichen Höhepunkte.

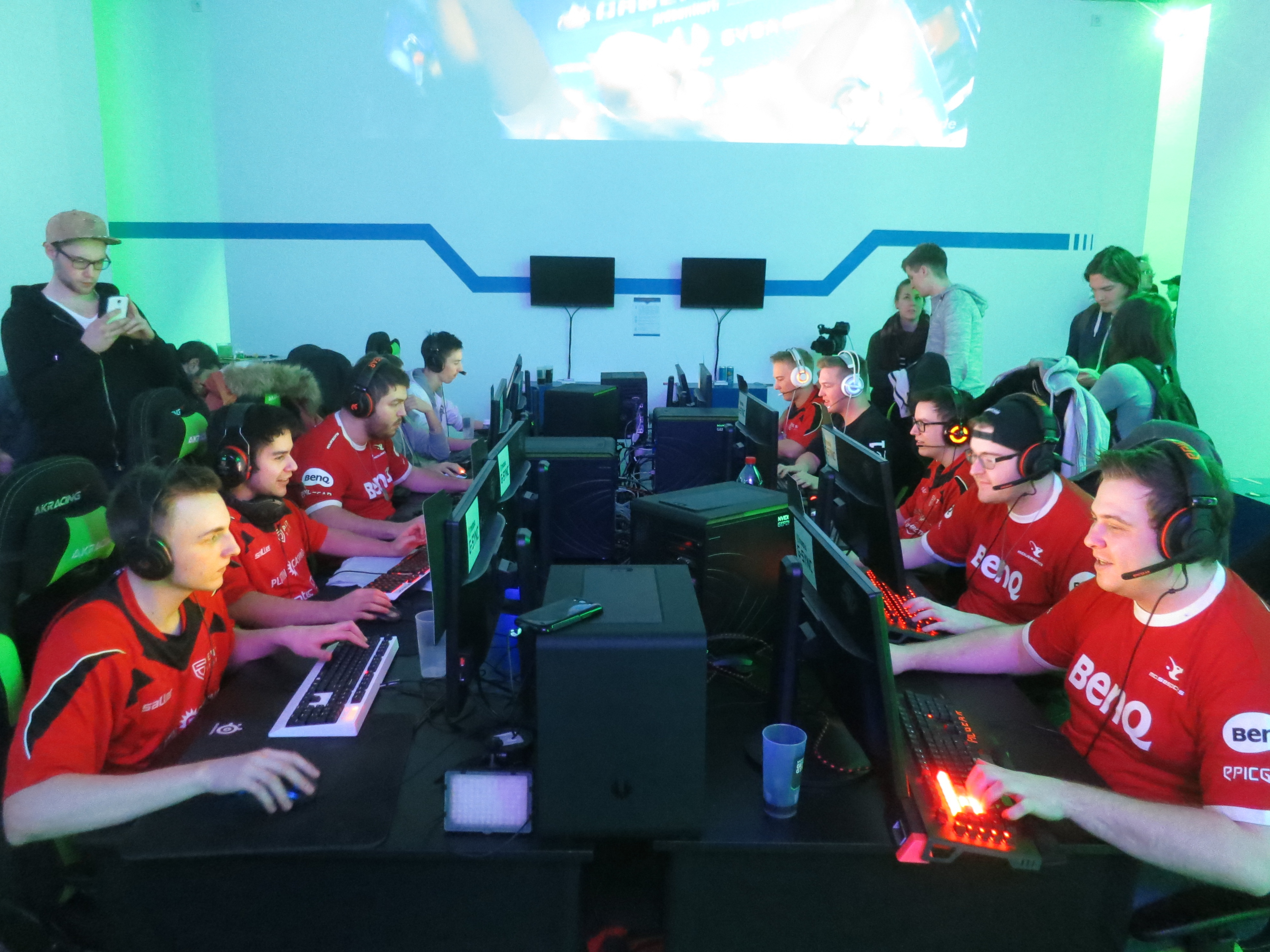
Die besten deutschen CS:GO-Spieler auf dem GeForce GTX AllStar Tournament

Eingeleitet wurde 2015 auf nationaler Ebene durch die Unterschrift von Fatih „gob b“ Dayik unter einem Vollzeit-Profivertrag bei mousesports. Gob b ist damit der erste Deutsche, welcher Counter-Strike: Global Offensive vollzeitlich spielte. Beim GeForce GTX AllStar Tournament im Januar 2015 konnte er seine Fähigkeiten im Duell zweier Mixteams mit den besten Spielern Deutschlands unter Beweis stellen. Sein Team mousesports konnte neben einigen Podestplätzen auf internationaler bei den Events von Gfinity London oder der CEVO auch die Frühlings- und die Sommerausgabe der ESL Meisterschaft gewinnen. Das Team von mousesports wurde im Laufe des Jahres mehrfach umstrukturiert. Die wichtigste Veränderung war die Verpflichtung von Denis „denis“ Howell, Johannes „nex“ Maget und Timo „Spiidi“ Richter im Mai 2015. Das Trio ermöglichte mousesports durch ihren Achtelfinaleinzug mit Penta Sports die Teilnahme an der ESL One Cologne 2015. Dort scheiterte mousesports genau wie auf der DreamHack Cluj-Napoca 2015 bereits in der Gruppenphase. Auf den national beschränkten Turnieren am Ende des Jahres zogen die Mäuse sich zurück oder nahmen gar nicht erst teil. Auf der von 99Damage ins Leben gerufenen ersten Ausgabe der 99Damage Liga konnte KILLERFISH eSport den ersten Platz erreichen; auf der ESL Wintermeisterschaft 2015 gewannen Penta Sports. Für die Siege bei großen internationalen Turnieren reichte es für die Teams der deutschsprachigen Regionen 2015 nicht. Im Dezember 2015 wurde schließlich Fatih „gob b“ Dayik bei mousesports wieder entlassen.
Auf internationaler Ebene begann das Jahr 2015 mit der Verpflichtung von Kadern in Counter-Strike: Global Offensive durch finanzstarke E-Sport-Organisationen. Nach dem Sieg von Team LDLC auf dem ersten größeren Event des Jahres, den Winter-X-Games 2015 in Aspen, verpflichtete sich das vorher vor allem im Spiel Call of Duty bekannte Team EnVyUs das französische Lineup rund um Nathan „NBK“ Schmitt. Kurz zuvor nahm Team SoloMid die dänischen Spieler von Team Dignitas unter Vertrag. Das Lineup spielte bis zum 3. Dezember 2015 für die US-amerikanische Organisation. Während Turnierveranstalter wie FACEIT oder die E-Sports Entertainment Association für 2015 die Ausschüttung sechsstelliger Preisgelder ankündigten, sperrte die Valve Corporation im Januar und Februar 2015 mehr als ein Dutzend Spieler und Verantwortliche für mindestens ein Jahr für die Teilnahme an deren Major-Turnieren. Grund dafür war die Verwicklung der Spieler in Spielmanipulationen. Auf dem ersten Großevent des Jahres im März 2015, der ESL One Katowice 2015, setzte sich fnatic im schwedischen Finale gegen die Ninjas in Pyjamas durch. Mit dem Team Keyd Stars aus Brasilien erreichte erstmals ein Team aus Südamerika die K.-o.-Runde eines Majors in Counter-Strike: Global Offensive. Das Team konnte dies auch in den zwei folgenden Majors des Jahres auch unter der neuen Organisation Luminosity Gaming wiederholen. Weitere nennenswerte Events des Monats März waren die Gfinity Spring Masters I 2015 und die 12. Saison der SLTV StarSeries. Beide Turniere konnte Team EnVyUs gewinnen. Im April des Jahres wurden unter anderem die ESL Pro League Winter 2014/15 (Sieger: Natus Vincere) und die Offline-Finals der 18. Saison der ESEA League (Sieger: Virtus.pro) ausgetragen. Die Veranstalter beider Ligen gaben noch zu Monatsende die Fusion zur ESL ESEA Pro League bekannt. Neben diesen beiden Events fanden im April 2015 die Copenhagen Games statt, wo die Polen von Virtus.pro als Sieger hervorgingen. Außerdem feierten die CS:GO Championship Series mit dem Gewinner Team SoloMid ihren Einstand. Im Mai 2015 baute sich der Belgier Adil „ScreaM“ Benrliton ein internationales Team auf, welches zunächst als Team Kinguin und später unter der Organisation G2 Esports Erfolge feiern konnte. Sportlich konnte fnatic mit dem Gfinity Spring Masters II 2015 und der DreamHack Tours 2015 die zwei größten Events des Monats gewinnen. Im Juni feierte sich das Team von Team SoloMid als Sieger der vierten Ausgabe der Fragbite Masters, Natus Vincere gewann die 13. Saison der SLTV StarSeries, Team EnVyUs die ersten Summer-Masters von Gfinity London und fnatic die DreamHack Summer 2015.
Zu Beginn der zweiten Hälfte des Jahres 2015 fanden im Vorfeld des Majors in Köln weitere erwähnenswerte Veranstaltungen ein Ende. Die erste Saison der ESL ESEA Pro League wurde mit dem Sieger fnatic beendet; Team SoloMid gewann die von FACEIT unterstützte DreamHack Valencia 2015. Erstmals nach drei Jahren Pause war die Counter-Strike-Serie mit Counter-Strike: Global Offensive wieder Teil der ESL Intel Extreme Masters. Sieger des ersten IEM-Turniers im Rahmen der gamescom wurde Team EnVyUs. Die Organisation gab im Vorfeld Richard „shox“ Papillon und Edouard „SmithZz“ Dubourdeaux im Tausch gegen Dan „apEX“ Madesclaire und Kenny „kennyS“ Schrub an Titan eSports ab. Im Sommer 2015 rückte die Thematik Doping in den Mittelpunkt der Counter-Strike-Szene. Der kanadische Spieler Kory „SEMPHIS“ Friesen bestätigte in einem Interview im Rahmen des Electronic Sports World Cup 2015 (Sieger: Natus Vincere) die Einnahme leistungssteigernder Substanzen auf vergangenen Veranstaltungen. Die Electronic Sports League gab daraufhin in Zusammenarbeit mit der Nationalen Anti-Doping Agentur die Einführung von Dopingkontrollen auf der ESL One Cologne 2015 bekannt. Dieses Turnier stellte mit mehr als 1,2 Millionen Online-Zuschauern, über 10.000 Zuschauern vor Ort und 4,2 Millionen US-Dollar Erlös für die Teams aus Stickerverkäufen neue Rekorde für den CS:GO-E-Sport auf. Sieger der ESL One Cologne 2015 wurde fnatic, deren Spieler als erstes Team einen Major-Titel in CS:GO verteidigen konnten.
Der September begann mit dem sehr unrühmlichen Turnier Gaming Paradise 2015. Nach diversen organisatorischen Problem rund um die Veranstaltung selbst, konnte der Veranstalter schlussendlich auch die Preisgelder für das Turnier nicht auszahlen. Weitaus koordinierter verliefen das ESL ESEA Pro League Dubai Invitational, welches Virtus.pro für sich entschied, oder die zwei in Großbritannien ausgetragenen Turniere DreamHack London 2015 und Gfinity Champion of Champions 2015 mit dem Sieger EnVyUs. Im Oktober bereiteten sich die großen Teams auf das dritte Major des Jahres vor, welches erstmals im rumänischen Cluj-Napoca stattfand. Beste Möglichkeiten dafür bot die 1. CS:GO Saison der Professional Gamers League, deren Sieger Team SoloMid hieß. Beachtung im Oktober fand auch eine Investition des Konzerns USM Holdings unter Führung des russischen Milliardärs Alischer Usmanow in Höhe von 100 Millionen US-Dollar in die Organisation Virtus.pro. Zudem wurden im Vorfeld des letzten Majors im Jahr 2015 die The World CS:GO Championships 2015 mit Nationalmannschaften veranstaltet. Sieger wurde das Team Frankreichs mit den Spielern Dan „apEX“ Madesclaire, Vincent „Happy“ Schopenhauer, Nathan „NBK“ Schmitt, Richard „shox“ Papillon und Edouard „SmithZz“ Dubourdeaux. Auf der DreamHack Cluj-Napoca 2015 durfte sich mit Team EnVyUs ebenfalls ein französisches Lineup über den Major-Titel freuen. Zum Jahresende wurde mit dem iBUYPOWER Cup 2015 erstmals ein CS:GO-Turnier mit einer sechsstelligen Preisgeldsumme in US-Dollar ausgetragen, welches sich komplett auf amerikanische Teams beschränkte. Die ESL Intel Extreme Masters wurden in CS:GO mit einem Wettbewerb in San José abgeschlossen. Sieger dieser Veranstaltung waren Natus Vincere. FACEIT und DreamHack veranstalteten auf der DreamHack Winter 2015 ihr letztes großes Turnier des Jahres. Fnatic konnte dort genau wie auf den Offline-Finals der zweiten Saison der ESL ESEA Pro League den Siegerpokal hochheben. Das Jahr endete mit ersten Qualifikationsrunden für das erste Major im Jahr 2016, der MLG Major Championship: Columbus 2016, und für die Eleague, einer von Turner Broadcasting veranstalteten Liga, welche im Folgejahr im Fernsehen ausgestrahlt wurde.

#### 2016

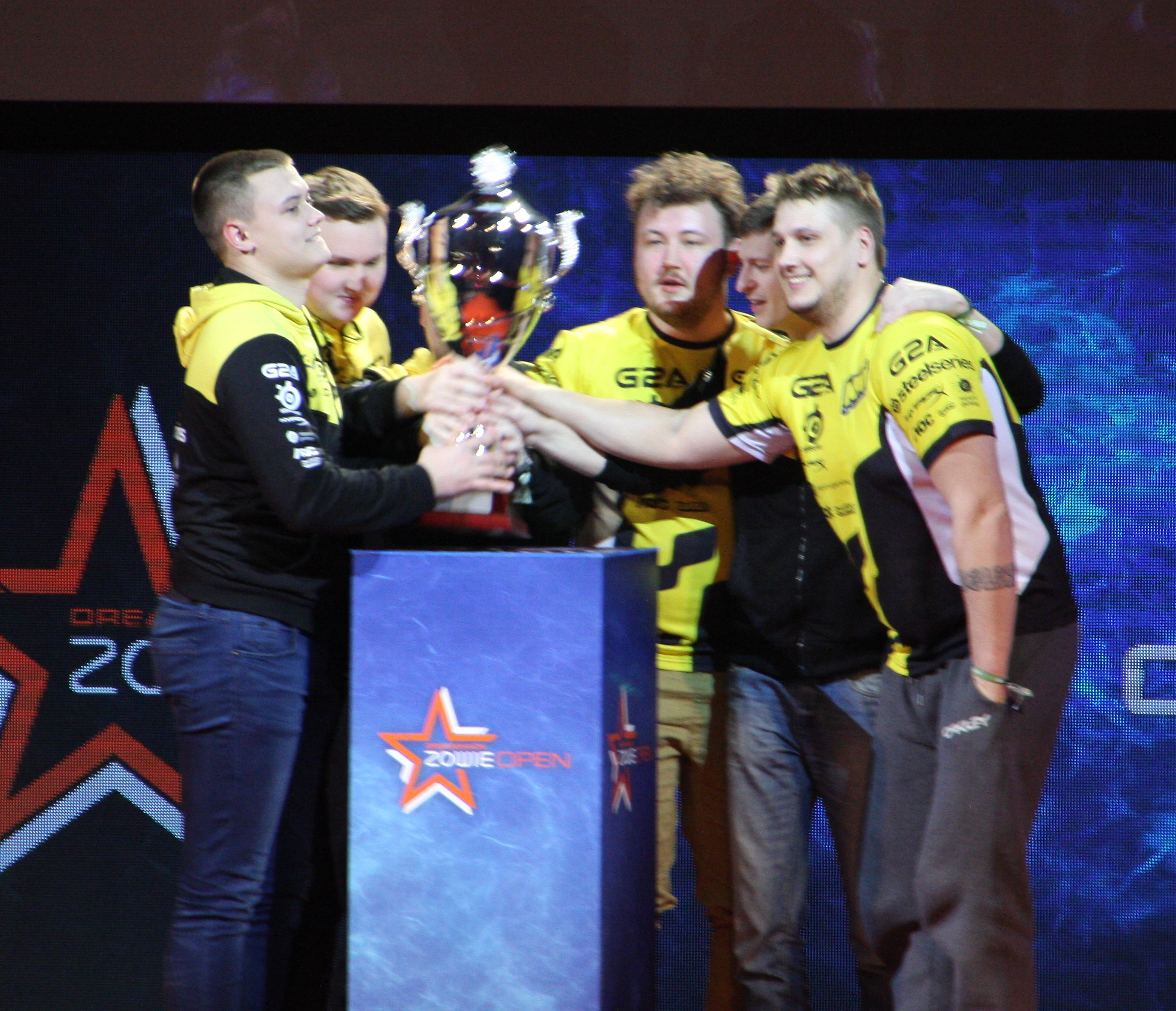
Natus Vincere mit dem Siegerpokal der DreamHack Leipzig 2016

Nachdem die Eleague bereits Ende Dezember 2015 zwei Turniere mit über einer Million US-Dollar Preisgeld für das Jahr 2016 ankündigte, bestätigte Valve im Februar 2016 eine erstmalige Erhöhung des Preisgeldes für die zukünftigen Majors auf genau eine Million US-Dollar pro Turnier. Weitere wichtige Turnierveranstalter, wie die Electronic Sports League oder FACEIT, schütteten daraufhin ebenfalls höhere Prämien aus. Zudem gründeten sich 2016 die Verbände World eSports Association und Professional eSports Association, welche die Schaffung geordneterer Strukturen im E-Sport als Ziel haben.
Unter den ersten großen Turnieren des Jahres 2016 reihte sich die DreamHack Leipzig 2016 ein, mit welcher der schwedische Veranstalter seinen Einstand auf deutschem Boden feierte. Sieger des dortigen CS:GO-Turniers war das Team Natus Vincere. Auch Star Ladder trug in Zusammenarbeit mit dem chinesischen Veranstalter i-League zu Jahresbeginn sein erstes mit internationalen Spitzenteams besetztes Turnier im Jahr 2016 aus. Auf diesem Turnier triumphierte das schwedische Team von fnatic, welches auch Anfang März die ersten IEM World Championships der Counter-Strike-Reihe seit 2012 gewinnen konnte. Ihr nationaler Rivale, die Ninjas in Pyjamas, konnte im April vor heimischen Publikum die DreamHack Masters Malmö 2016 gewinnen. Dem polnischen Quintett von Virtus.pro gelang im Mai durch den Sieg auf dem ersten StarLadder i-League Invitational der erste nennenswerte Erfolg des Jahres. Im Juni machte das brasilianische Team der Organisation Immortals mit dem Sieg auf der DreamHack Summer 2016 auf sich aufmerksam; G2 Esports gewann die erste Saison der von FACEIT ins Leben gerufenen Esports Championship Series. Auf dem Transfermarkt investierten in der ersten Jahreshälfte weitere namhafte Organisationen in ein CS:GO-Team. Neben Gambit Gaming und LGD Gaming nahm auch die von Ex-Basketballer Rick Fox gegründete Organisation Echo Fox ein CS:GO-Lineup rund um Sean „seang@res“ Gares auf. In Dänemark gründeten die ehemaligen Spieler von Team SoloMid ihre eigene Organisation mit dem Namen Astralis.

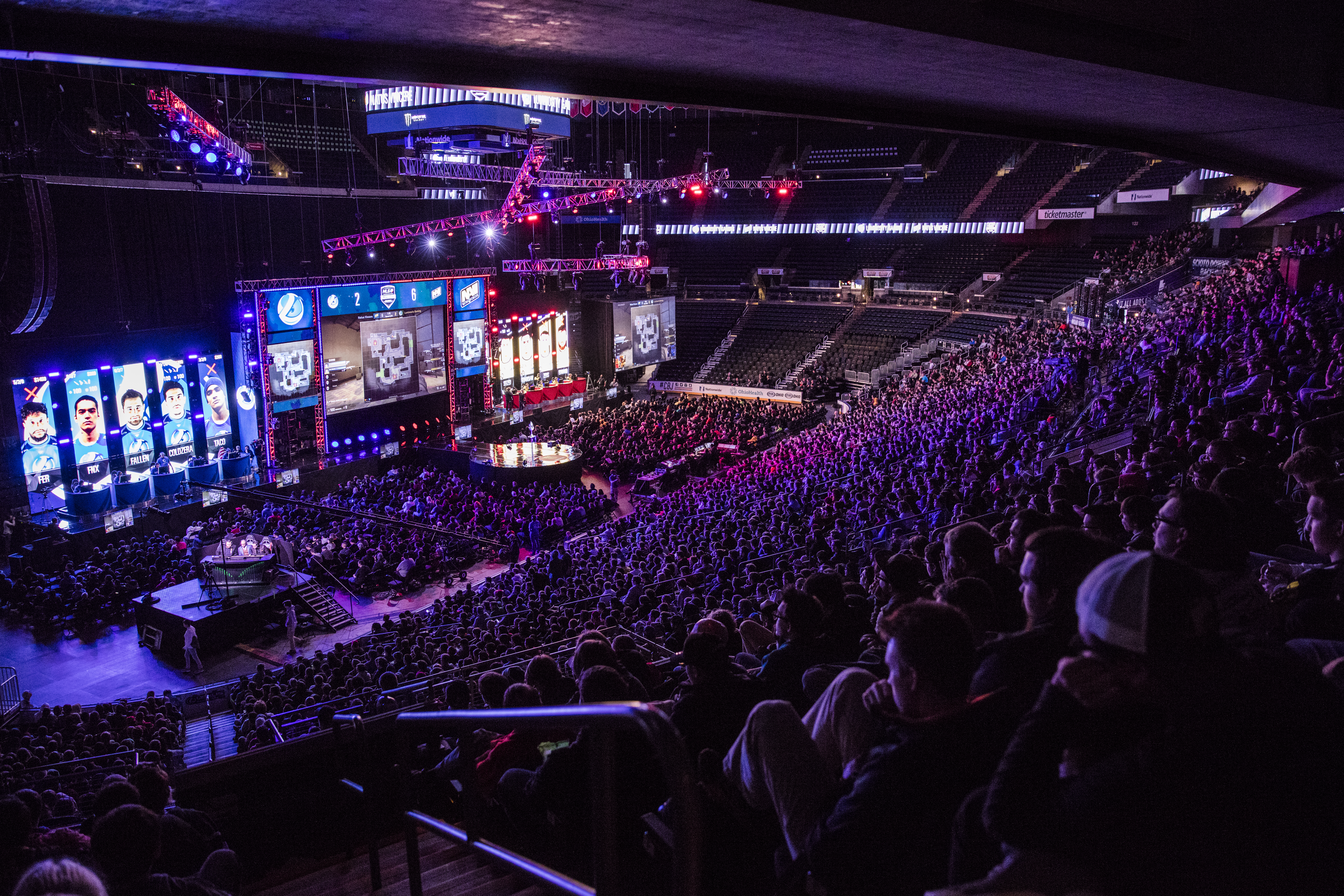
Finale der MLG Columbus 2016: Das erste Major auf amerikanischen Boden findet mit Luminosity Gaming auch einen amerikanischen Sieger.

Aufsteiger des Jahres 2016 war das brasilianische Quintett um Marcelo „coldzera“ David, welches in der ersten Jahreshälfte noch Luminosity Gaming vertrat. Das Team belegte Platz 1 auf der DreamHack Austin 2016 und auf den Finals der ESL Pro League Season 3. Mit dem Gewinn der MLG Columbus 2016, des ersten von zwei Major-Turnieren des Jahres, markierten die Brasilianer ihren sportlichen Höhepunkt unter Luminosity Gaming. Noch vor diesen großen Erfolgen unterschrieb das Quintett einen neuen Vertrag bei der deutschen Organisation SK Gaming. Da die Spieler zusätzlich eine Absichtserklärung unterschrieben, in welcher sie sich einer zweijährigen Vertragsverlängerung bei LG zustimmtem, kam es zu Vertragsstreitigkeiten. Diese endeten mit dem Wechsel des Teams zu SK Gaming zum 1. Juli 2016. Bereits am 10. Juli gewann die neue Mannschaft mit der ESL One Cologne 2016 das zweite und letzte Major-Turnier des Jahres. Der Organisationswechsel führte jedoch zum Ausschluss der brasilianischen Mannschaft aus der ersten Saison der Eleague, da deren Regelwerk keine Organitionswechsel innerhalb der Saison vorsieht. Das Turnier wurde schlussendlich durch Virtus.pro gewonnen, deren Team im Finale fnatic besiegen konnte.
Viele der großen Turniere der zweiten Jahreshälfte wurden auf dem amerikanischen Kontinent ausgetragen. So veranstaltete allein die Electronic Sports League mit der ESL One New York 2016 (Sieger: Natus Vincere), den Intel Extreme Masters XI – Oakland (Sieger: Ninjas in Pyjamas) und dem Finale der ESL Pro League Season 4 (Sieger: Cloud 9) zwei Turniere in den Vereinigten Staaten und ein Turnier in Brasilien. Neu in den Veranstaltungskalender rückte der Organisator Northern Arena, der in den kanadischen Städten Toronto und Montreal Turniere mit jeweils 100.000 US-Dollar Preisgeld abhielt. Mit OpTic Gaming stieß auch sportlich gegen Jahresende ein mehrheitlich amerikanisches Team in die Weltspitze vor. Das Team gewann im November das Montreal-Event der Northern Arena. Im Dezember folgte der Titelgewinn in der Eleague Season 2 und der Finaleinzug auf den Finals der zweiten Saison der Esports Championship Series. Im letztgenannten Turnier musste OpTic sich Astralis geschlagen geben. Unter den in Europa stattgefundenen Turnieren der zweiten Jahreshälfte ist das Einstandsturnier des Veranstalters Epic Esports Events zu nennen. Bei dem mit 500.000 US-Dollar dotierten Moskauer Turnier gewann das mehrheitlich dänische Lineup von Team Dignitas. Weiterhin feierten die Ninjas in Pyjamas ihren Erfolg auf dem letzten Großevent des Jahres von Star Ladder und i-League; DreamHack schloss das Jahr mit einem Turnier in Bukarest (Sieger: Virtus.pro) und dem traditionellen Winterturnier in Jönköping (Sieger: Gambit Gaming) ab. Das Team Wechselkarusell drehte sich im August 2016 für fnatic, welche drei Spieler mit der Organisation Godsent tauschten. Darunter war auch Freddy „KRiMZ“ Johansson, welcher bereits im Oktober wiederverpflichtet wurde, um dem Qualifikationsturnier für das Eleague Major: Atlanta 2017 zuvorzukommen.
Im deutschsprachigen Raum stellte Alternate Attax ein neues Lineup vor. Seinen sportlichen Höhepunkt erreichte Attax mit dem Sieg auf der ESWC 2016. Das Team von mousesports war nach der Verpflichtung des Tschechen Tomáš „oskar“ Šťastný im August 2016 nur noch mit zwei deutschen Spielern besetzt. Nachdem Šťastný sich im Oktober 2016 aus privaten Gründen in die Inaktivität zurückzog, ersetzte der Spanier Christian „loWel“ Antoran, welcher zuvor bereits für Penta Sports im Einsatz war, den Tschechen. Mousesports blieb rein nationalen Turnieren fern, feierte durch das Erreichen des Halbfinales in der zweiten Saison der Eleague und in der ESL Pro League Season 4 internationale Achtungserfolge. Die Ausgaben der ESL Meisterschaft konnten 2016 die Teams LeiSuRe (Frühlingsmeisterschaft), Penta Sports (Sommermeisterschaft) und Alternate Attax (Wintermeisterschaft) gewinnen. Besonders im Amateurbereich erfreuten sich die Veranstalter der 99Damage-Liga an wachsender Beliebtheit ihres Ligasystems, welches in der vierten Saison mehr als 150 Ligen à 10 Teams stellte. In der erstklassigen Division der Liga setzten sich in Saison 3 Penta Sports und in Saison 4 das Team DIVIZON durch.

#### 2017
Die E-Sport-Szene von Counter-Strike: Global Offensive erfuhr in Deutschland im Jahr 2017 wachsende Aufmerksamkeit durch die großen Fernsehanstalten. Das ZDF berichtete in einer Extraausgabe der ZDF-Sportreportage unter anderem von der ESL One Cologne 2017. Die ProSiebenSat.1 Media SE sendete ab dem Spätsommer 2017 unter dem Namen ran eSports - Professional. Gaming. Magazine. ein wöchentliches E-Sport-Format mit CS:GO-Kommentator Matthias „Knochen“ Remmert auf ProSieben Maxx und übertrug auf dem Hauptsender ProSieben mit dem Finale der IEM Season XII – Oakland erstmals ein CS:GO-Spiel live. Mit der Gründung des Teams BIG, rund um Fatih „gob b“ Dayik, formte sich zu Jahresbeginn ein neues deutsches Team mit internationalen Niveau. Das Team erreichte bereits im Januar 2017 das Finale der DreamHack Leipzig, wo BIG sich gegen FlipSid3 Tactics geschlagen geben musste. Mit dem Erreichen des Viertelfinales auf dem PGL Major: Kraków 2017 stieg BIG zum „Legendenteam“ auf und qualifizierte sich mit diesem Ergebnis vorzeitig für das Eleague Major: Boston 2018. Auf nationaler Ebene gewann BIG die Frühjahrsmeisterschaft der ESL, bevor das Team sich von weiteren nationalen Titeln zurückzog. Die Teams Alternate Attax, Panthers Gaming und Planetkey Dynamics gewannen die nationalen Turnier der ESL Meisterschaft und 99damage ohne Beteiligung von BIG.
Das erste große Turnier im internationalen Kalender stellten 2017 die World Electronic Sports Games dar. Die Turnierveranstalter um das chinesische Unternehmen Alibaba Group schütteten ein Rekordpreisgeld von 1,5 Millionen US-Dollar aus. Trotz des hohen Preisgeldes versuchten viele der Spitzenteams sich nicht an der Qualifikation und nahmen in der Folge nicht am Turnier teil. Sieger wurde Team EnVyUs. Die Franzosen schieden im eine Woche nach den WESG-Turnier startenden Eleague Major: Atlanta 2017 bereits in der ersten Turnierphase aus. Im Finale dieses ersten von zwei Major-Turnieren des Jahres 2017 gewann Astralis gegen Virtus.pro, womit erstmals ein dänisches Team einen Majortitel gewann. Die unterlegenen Polen konnten im Februar mit dem Gewinn der DreamHack Masters Las Vegas 2017 ihren ersten und einzigen großen Turniergewinn im Jahr 2017 feiern. Anfang März 2017 wurde die elfte Saison der ESL Intel Extreme Masters mit der World Championship in Katowice beendet. Das dänische Team Astralis gewann dieses Turnier gegen den FaZe Clan, welcher im Februar 2017 den Bosnier Nikola „NiKo“ Kovač verpflichtete. In einer Wiederauflage dieses Finalspiels revanchierte sich FaZe im Finale der StarLadder i-League StarSeries Season 3. SK Gaming, welche von Februar bis Oktober 2017 mit João „felps“ Vasconcellos als fünften Mann spielten, traten im Frühjahr mit ersten Turniersiegen in Erscheinung. Die Brasilianer gewannen im April das erste Turnier des Veranstalters Beyond The Summit in CS:GO und siegten in Sydney im Mai auf einem Turnier der ESL Intel Extreme Masters. Anfang Juni 2017 gewann die Franzosen von G2 Esports die fünfte Saison der ESL Pro League. Sie spielten seit Februar 2017 mit Nathan „NBK“ Schmitt, Dan „apEX“ Madesclaire und Kenny „kennyS“ Schrub, welche alle von Team EnVyUs verpflichtet wurden. EnVyUs band im Gegenzug Adil „ScreaM“ Benrlitom und Cédric „RpK“ Guipouy vertraglich.
Im Vorfeld des PGL Major: Kraków 2017, dem zweiten Major-Turnier des Jahres 2017, trumpfte SK Gaming mit Siegen auf den Finals der Esports Championship Series Season 3 und auf der ESL One Cologne 2017. Das Turnier in Köln war zudem der Auftakt der Intel-Grand-Slam-Turniere. Auf dem Major spielten sich das mehrheitlich kasachische Team von Gambit Gaming und das brasilianische Lineup von Immortals ins Finale. Beide Teams trafen bereits im Finale der DreamHack Open Austin 2017 im April aufeinander, konnten abseits dieses Turniers im Jahr 2017 bis zu diesem Zeitpunkt keinen weiteren großen Erfolge vorweisen. Wie bereits in Austin gewann Gambit das Finalspiel des Majors. Im Juli kündigte der Veranstalter RFRSH Entertainment unter dem Namen Blast ihren Eintritt in Counter-Strike: Global Offensive an. Im Nachgang des Majors veränderten beide Finalteilnehmer nach Unstimmigkeiten ihr Lineup. Der Kapitän des Siegerteams Danylo „Zeus“ Teslenko wechselte im August 2017 zurück zu Natus Vincere. Die Immortals trennten sich nach Verfehlungen des Spielers von Vito „kNg“ Giuseppe. Die Teles-Brüder Henrique „HEN1“ Teles und Lucas „LUCAS1“ Teles und später auch Lincoln „fnx“ Lau folgten ihm und traten im Dezember 2017 der Organisation 100 Thieves bei. Im September 2017 traf sich die Weltspitze auf den DreamHack Masters Malmö 2017. G2 Esports gewann das Finale gegen die dänische Organisation North, welche zu Jahresbeginn vom FC Kopenhagen und Nordisk Film ins Leben gerufen wurde. Weiterhin gewann mousesports, welche im August 2017 mit Timo „Spiidi“ Richter ihren letzten deutschen Spieler freistellten, das Turnier ESG Tour Mykonos 2017 in Griechenland. Gegen Jahresende trat insbesondere FaZe Clan in Erscheinung. Die US-amerikanische Organisation verpflichtete im Sommer 2017 den Slowaken Ladislav „GuardiaN“ Kovács und den Schweden Olof „olofmeister“ Kajbjer. Das Team gewann nach diesen Wechseln die ESL One New York 2017, das ELEAGUE CS:GO Premier 2017 und die vierte Saison der Esports Championship Series. Das brasilianische Lineup von SK Gaming gewann im letzten Quartal des Jahres 2017 das Turnier des Veranstalters Epicenter in Saint Petersburg und das Finale der sechsten Saison der ESL Pro League im dänischen Odense. Mit der Titelverteidigung auf der IEM Season XII – Oakland konnten auch die Ninjas in Pyjamas, welche sich 2017 für keines der beiden Majors qualifizieren konnten, im November 2017 ein großes Turnier gewinnen.

#### 2018

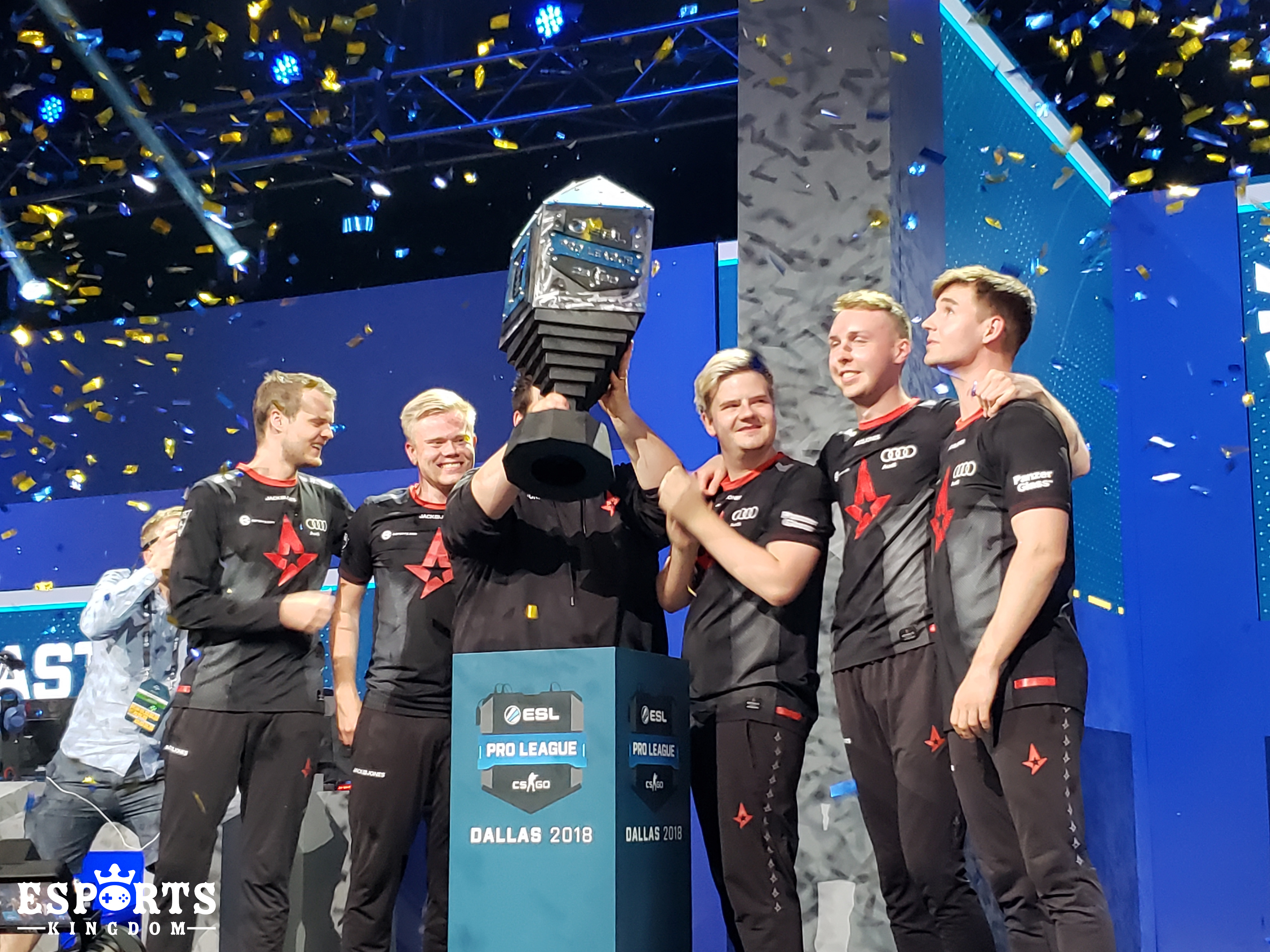
Astralis nach dem Sieg bei der ESL Pro League Season 7

Auf internationaler Ebene begann das Jahr 2018 mit dem Eleague Major: Boston 2018. Im Finale spielten Cloud9 sowie FaZe Clan, wobei sich Cloud9 auf der dritten Karte in der Nachspielzeit den Titel sichern konnte. Damit war Cloud9 die erste Organisation, welche mit einem amerikanischen Team ein Major gewinnen konnte. Im Februar siegte Mousesports bei der StarLadder & i-League StarSeries Season 4. Im März gewann Fnatic die IEM Katowice 2018 sowie die World Electronic Sports Games 2017, wobei letztere erneut ein Preisgeld von 1,5 Millionen US-Dollar ausschüttete. Anschließend verließen Jacky „Stewie2K“ Yip und Tyler „Skadoodle“ Latham Cloud9, womit die Organisation zwei Spieler bereits wenige Monate nach ihrem Major-Sieg verlor. Vor der Sommerpause siegte Astralis mit der DreamHack Masters Marseille 2018, der ESL Pro League Season 7, der Esports Championship Series Season 5 und dem Eleague Premier 2018 vier hochdotierte Turniere, nachdem sie im Februar Emil „magisk“ Reif verpflichteten und Markus Kjærbye das Team verließ. Weiterhin siegten FaZe bei der IEM Sydney 2018 und der ESL One: Belo Horizonte 2018 sowie Natus Vincere bei der StarSeries & i-League CS:GO Season 5 und der ESL One: Cologne 2018. Die deutsche Organisation Berlin International Gaming erreichte bei der ESL One: Cologne 2018 außerdem das Finale. Dabei erzeugte das Finale der Organisation im eigenen Land eine Medienpräsenz, wobei einige Fernsehsender und Tageszeitungen vor Ort berichteten und ProSieben Fun die letzten beiden Tage des Turniers vollständig live berichtete.
Nach der Sommerpause siegte North im September bei der DreamHack Masters Stockholm 2018, wobei die DreamHack das letzte Turnier vor dem zweiten Major des Jahres war. Das Faceit Major: London 2018 gewann Astralis gegen Natus Vincere, wobei Astralis alle Spiele der Champions Stage mit 2:0 gewann und damit keine einzige Karte verlor. Berlin International Gaming erreichte das Viertelfinale. Darauffolgend siegte Mousesports bei der ESL One: New York 2018 und die finnische Organisation ENCE bei der StarSeries Season 6. Damit gewann das Team ENCE erstmals ein großes internationales Turnier. Zum Ende des Jahres siegte FaZe beim Epicenter 2018 sowie Astralis bei der IEM Chicago 2018, der Esports Championship Series Season 6 und der ESL Pro League Season 8. Von der Szenenseite HLTV wurde Astralis als das beste Team des Jahres ausgezeichnet.

#### 2019
Das erste große Turnier des Jahres 2019 war das IEM Major: Katowice 2019. Im Finale spielten Astralis und ENCE, wobei sich Astralis mit einem 2:0-Sieg den Major-Titel sicherte. Damit setzte Astralis seine Dominanz fort. Im März gewann Windigo Gaming die World Electronic Sports Games 2018 in China, wobei sie sich gegen AGO Esports durchsetzten und den Großteil des Preisgeldes von 890.000 US-Dollar einstrichen. Nach einigen Absagen enthielt das Teilnehmerfeld primär kleinere Teams, wobei das Preisgeld der Sieger erst nach einer einjährigen Verzögerung ausgezahlt wurde. Natus Vincere sicherte sich im April den Titel der StarSeries & i-League CS:GO Season 7. Team Liquid startete im Mai 2019 eine Siegesserie: Sie siegten zunächst bei der IEM Sydney 2019, gefolgt von Erfolgen bei der ESL Pro League Season 9, der ESL One: Cologne 2019, und der IEM Chicago 2019. Nach dem Sieg in Köln gewann Team Liquid ebenfalls die zweite Ausgabe des Intel Grand Slams.
Nach der Sommerpause gewann Astralis im September das StarLadder Major: Berlin 2019, indem sie AVANGAR im Finale besiegten. Dabei gewann Astralis erneut alle Spiele der K.-o.-Phase mit einem 2:0, wobei sie ebenfalls den formstarken Favoriten Team Liquid im Viertelfinale besiegten. Dies war der dritte Major-Sieg für die Organisation. Nach der verpassten Teilnahme im Major beendete der deutsche Spieler Fatih „gob b“ Dayik seine professionelle Karriere als Spieler. Im Oktober sicherte sich Evil Geniuses den Sieg bei der ESL One: New York 2019, während Fnatic bei der DreamHack Masters Malmö 2019 erfolgreich war.
Das Jahr endete mit einem Sieg von mousesports bei der ESL Pro League Season 10 - Finals in Odense, nachdem sie zuvor bereits die CS Asia Championships 2019 gewonnen hatten. Astralis triumphierte zudem bei der Blast Pro Series: Global Final 2019 und der Esports Championship Series Season 8. Das Jahr endete mit einem Sieg von Vitality beim Epicenter 2019 in Moskau.

#### 2020
Für Mai 2020 wurde erstmals ein Major-Turnier auf dem südamerikanischen Kontinent angekündigt. Das Turnier sollte in Brasilien stattfinden. Blast kündigte ab dem Jahr 2020 eine Serie von Turnieren an, wobei zwölf Team als Partner bekanntgegeben wurden. Zu Beginn des Jahres wurde das World Electronic Sports Games 2019 aufgrund der COVID-19-Pandemie und insbesondere der akuten lokalen Situation in China abgesagt. Im März siegte Natus Vincere bei der IEM Katowice 2020, wobei das Turnier aufgrund der COVID-19-Pandemie ohne Zuschauer ausgetragen wurde. Im Anschluss an die IEM Katowice 2020 wurden alle großen Turniere aufgrund der Pandemie online ausgetragen. Dabei wurden einige Turniere in geographische Regionen aufgeteilt und das erste Major des Jahres zunächst in den Herbst verschoben. Die europäische Version der ESL Pro League Season 11 gewann Fnatic, während Team Liquid bei der amerikanischen Version siegte. Im Mai kündigten Lukas „gla1ve“ Rossander und Andreas „Xyp9x“ Højsleth gesundheitliche Pausen an, womit die Organisation Astralis nach ihren vier Major-Siegen erstmals seit 2018 die Startaufstellung veränderte. Im Juni siegte Berlin International Gaming bei der DreamHack Masters Spring 2020: Europe, womit die Organisation ihren größten internationalen Titel gewann. Nach dem darauffolgenden Sieg bei der cs_summit 6 Online: Europe von Berlin International Gaming erreichte die Organisation erstmals den ersten Platz in der Weltrangliste von HLTV und der ESL, womit erstmals ein deutsches Team auf dem ersten Platz der Rangliste landete.
Nach der Sommerpause siegte Heroic bei der ESL One: Cologne 2020 Online - Europe mit einem 3:0-Sieg gegen den Favoriten Team Vitality. Im September wurde das Major ESL One Rio 2020 endgültig abgesagt. Anschließend gewann Astralis das europäische Turnier der ESL Pro League Season 12, während Furia bei der amerikanischen Version siegte. Im September respektive Oktober kehrten Lukas „gla1ve“ Rossander und Andreas „Xyp9x“ Højsleth zurück in die Startaufstellung von Astralis. Im Oktober siegte FaZe bei der IEM New York 2020 Online. Nachfolgend wechselte der mehrfache MVP-Sieger Nikola „NiKo“ Kovač von FaZe zu G2 Esports. Zum Ende des Jahres siegten Virtus.pro bei der Flashpoint 2, Team Vitality beim Blast Premier: Fall 2020 und Astralis bei der DreamHack Masters Winter 2020: Europe sowie der Intel Extreme Masters XV - Global Challenge. 2020 waren bei einigen Teams, unter anderem Astralis, Team Vitality und Natus Vincere, erstmals sechs Spieler in der Startaufstellung. Dabei wechselten die Teams zwischen den verschiedenen Karten eines Spiels die Spieler. 2020 beendeten verhältnismäßig viele professionelle Spieler ihre Karriere in Counter-Strike: Global Offensive, wobei einige Spieler zum neu veröffentlichten Spiel Valorant wechselten.

#### 2021
Das erste Offline-Major-Turnier wurde zunächst im Januar für Ende 2021 mit Austragungsort in Stockholm angekündigt. Das Jahr 2021 startete international mit dem Blast Premier: Global Final 2020, welches Natus Vincere gewinnen konnte. Anschließend gewann Gambit überraschend die IEM Katowice 2021, nachdem die Spieler im vergangenen Jahr bereits einige Erfolge in kleineren Turnieren erzielen konnten und erst im Oktober 2020 zum Hauptteam befördert wurden.  Im April wechselte der vierfache Major-Sieger und mehrfach von HLTV zu den fünf besten Spielern der Welt ausgezeichnete Nicolai „dev1ce“ Reedtz von Astralis zu Ninjas in Pyjamas. Anschließend siegte Heroic bei der DreamHack Masters Spring 2021 und Natus Vincere bei der DreamHack Masters Spring 2021, wobei Gambit jeweils den zweiten Platz belegte. Dabei erreichte Gambit ebenfalls den ersten Platz in der Weltrangliste von HLTV. Darauffolgend gewann Gambit bei der IEM Summer 2021 und dem Blast Premier: Spring Finals 2021. Im Juli kehrte mit der IEM Cologne 2021 das erste große internationale Turnier zu einem Lan-Turnier zurück, wobei das Turnier in einem Studio ohne Zuschauer ausgespielt wurde. Natus Vincere entscheidete das Finale mit einem 3:0-Sieg gegen G2 Esports für sich.
Im Anschluss an die Sommerpause siegte Natus Vincere in der ESL Pro League Season 14, die erneut online ausgespielt wurde. Im Oktober und November 2021 wurde mit dem PGL Major: Stockholm 2021 zum ersten Mal seit zwei Jahren ein Major ausgetragen. Das Major gewann Natus Vincere mit einem 2:0-Sieg gegen G2 Esports. Dabei verzeichnete das Finale einen neuen Zuschauerrekord von 2,75 Millionen Zuschauern auf Twitch, wobei der ehemalige Rekord des Eleague Major: Atlanta 2017 mehr als verdoppelt wurde. Überdies schüttete das Turnier ein Rekordpreisgeld von 2 Millionen US-Dollar aus. Zum Ende des Jahres siegte Natus Vincere beim Blast Premier: Fall Finals 2021 und dem Blast Premier: World Final 2021 und Team Vitality bei der IEM Winter 2021. Dabei wurden nun alle größere Turniere wieder vor Ort ausgespielt. Natus Vincere gewann durch ihre Turniererfolge ebenfalls die dritte Ausgabe des Intel Grand Slams und stellte einen neuen Rekord an ausgeschüttetem Preisgeld einer Organisation in einem Jahr auf.

#### 2022
Im Januar wechselten Peter „dupreeh“ Rasmussen und Emil „Magisk“ Reif sowie der Trainer Danny „zonic“ Sørensen von Astralis zu Team Vitality. Weiterhin verpflichtete FaZe Robin „ropz“ Kool von Mousesports, nachdem Finn „karrigan“ Andersen bereits ein Jahr zuvor ebenfalls von Mousesports zu FaZe wechselte. Überdies wechselte der 16-Jährigen Ilya „m0nesy“” Osipov vom Jugendteam von Natus Vincere zu G2 Esports für eine Ablösesumme von 600.000 US-Dollarn. Das erste große Turnier des Jahres 2022 war die IEM Katowice 2022, welche FaZe knapp G2 Esports mit insgesamt sechs Nachspielzeiten gewinnen konnte. Nach dem Russischer Überfall auf die Ukraine 2022 spielten die russischen Organisationen Gambit und Virtus.pro zunächst unter neutralen Namen. Anschließend siegte FaZe ebenfalls bei der ESL Pro League Season 15. Im April wurden die Spieler von Gambit von Cloud9 unter Vertrag genommen.

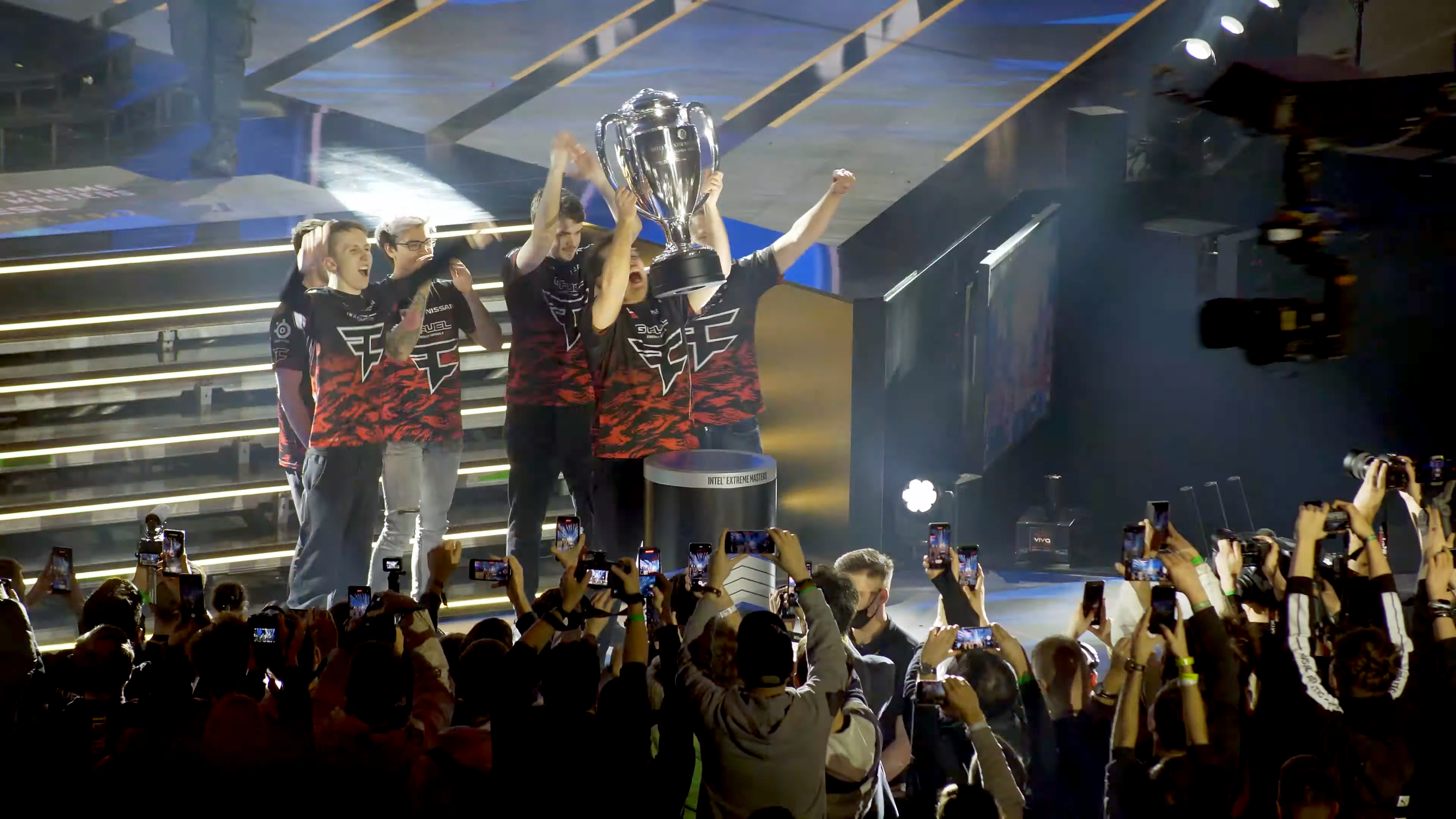
FaZe nach dem Sieg bei der IEM Katowice 2022

Das erste Major des Jahres, das PGL Major Antwerp 2022, gewann FaZe mit einem 2:0-Sieg gegen Natus Vincere. Erneut wurden mehr als zwei Millionen Zuschauer auf Twitch verzeichnet. Im Juni siegte Cloud9 gegen ENCE bei der IEM Dallas 2022, Natus Vincere beim Blast Premier: Spring Finals 2022 und Berlin International Gaming im Roobet Cup 2022. Für seine Einzelleistung erhielt Oleksandr „s1mple“ Kostyljew seine 20. MVP-Auszeichnung von HLTV, womit er einen neuen Rekord aufstellte. Danach siegte FaZe gegen Natus Vincere mit einem 3:2 bei der IEM Cologne 2022.
Nach dem Ende der Sommerpause siegte Team Vitality bei der ESL Pro League Season 16, womit der Spieler Peter „dupreeh“ Rasmussen als erster Spieler in Counter-Strike: Global Offensive ein persönliches Preisgeld von 2 Millionen US-Dollarsammeln konnte. Das zweite Major des Jahres, das IEM Major: Rio 2022, gewann das Team Outsiders, welches der neutrale Name vom Team von Virtus.pro war, mit einem 2:0-Sieg gegen Heroic. Damit wurde das ursprünglich für 2020 vorgesehene Turnier circa 2 Jahre später ausgespielt. Jon „JDC“ de Castro erreichte mit Mousesports als erster deutscher Spieler ein Halbfinale in einem Major. FaZe beendete nach drei Niederlagen das Turnier auf dem letzten Platz, was die schlechteste Platzierung eines amtierenden Meisters in einem Major war. Im Oktober kehrte Nicolai „dev1ce“ Reedtz zu Astralis zurück, nachdem er aus gesundheitlichen Gründen seit Beginn des Jahres kein Spiel für Ninjas in Pyjamas spielte. Zum Ende des Jahres siegte Heroic beim BLAST Premier: Fall Finals 2022 und G2 Esports im Blast Premier: World Final 2022.

#### 2023
Das Jahr startete mit einem Sieg von G2 Esports gegen Heroic in der IEM Katowice 2023. Anschließend siegte FaZe bei der ESL Pro League Season 17, womit sie ebenfalls die vierte Ausgabe des Intel Grand Slams gewinnen konnten. Im März kündigte Valve das letzte Major in Counter-Strike: Global Offensive für den Mai 2023 in Frankreich an, bevor das nächste Major erst wieder in Counter-Strike 2 gespielt wird. Virtus.pro kündigte ihre Rückkehr nach dem Ende der Sanktionen von den Organisatoren ESL und Blast im März 2023 an. Im April siegte Team Vitality bei der Intel Extreme Masters Rio 2023. Das BLAST.tv Major: Paris 2023 konnte das französische Team Vitality mit einem 2:0-Sieg gegen GamerLegion gewinnen, wodurch Peter „dupreeh“ Rasmussen als erster und einziger Spieler fünf Major-Titel gewinnen konnte. Darauffolgend siegten ENCE bei der IEM Dallas 2023 und Heroic im Blast Premier: Spring Final 2023. Im Juni wurde Peter „dupreeh“ Rasmussen wenige Wochen nach dem Sieg beim Major bei Vitality auf die Bank gesetzt.
Im Anschluss an die Sommerpause siegte G2 Esports im Juli 2023 bei der IEM Cologne 2023 und Team Vitality im Gamers8 2023. Im September kündigte die ESL die Einstellung der deutschen ESL Meisterschaft an. Zuvor wurden ebenfalls weitere lokalen Ligen der ESL, beispielsweise in Frankreich, Spanien, Brasilien, Polen oder in der Türkei eingestellt. Die ESL Pro League Season 18, das letzte große internationale Turnier in Counter-Strike: Global Offensive vor dem Wechsel zum Spiel Counter-Strike 2, gewann Mousesports mit einem 3:0-Sieg gegen Natus Vincere.